# Nicolae de la Lupșa Mare
Nicolae de la Lupșa Mare (cum obișnuia să semneze decorurile iconografice realizate pe Valea Mureșului de Jos),                                                                                                                                                                                                                                                                                                                                                                                                                                                                                                                                                                                                                                   cunoscut și ca Nicolae Bădău, a fost un pictor muralist și de icoane originar din localitatea Lupșa. Și-a format un stil propriu, influențat atât de tradiția artistică locală din zona Apusenilor, dar și de elemente din pictura brâncovenească, aduse în zona Apusenilor de zugravi veniți de dincolo de Carpați. În creația sa se întâlnesc, uneori, și motive preluate din iconografia apuseană catolică.
A rămas în memoria posterității prin veșmintele picturale așternute pe pereții a numeroase biserici de lemn din Țara Zarandului și Valea Mureșului de jos.

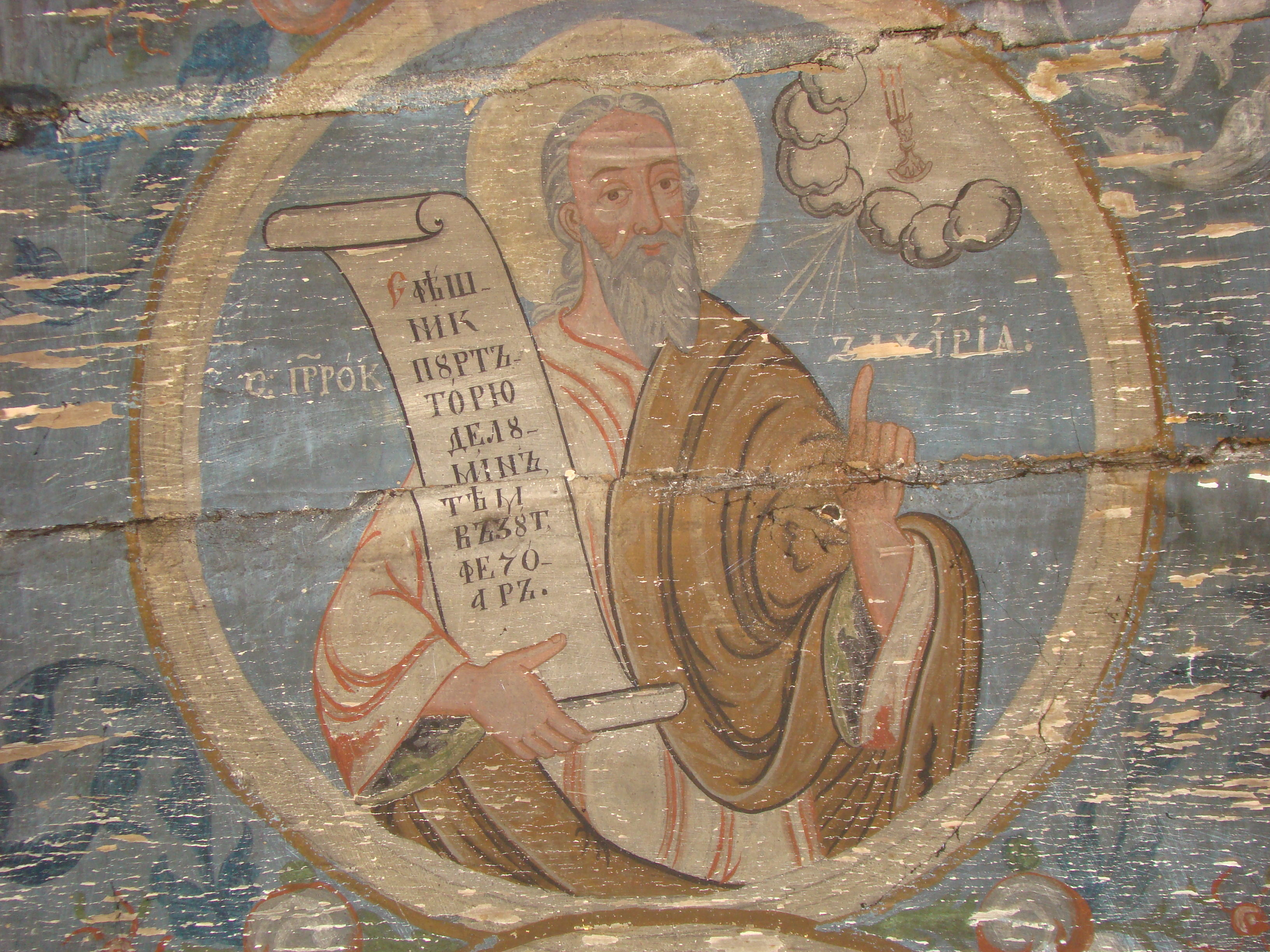
Prorocul Zaharia (Biserica de lemn din Corbeşti-bolta naosului, în faţa altarului)

## Viața și activitatea

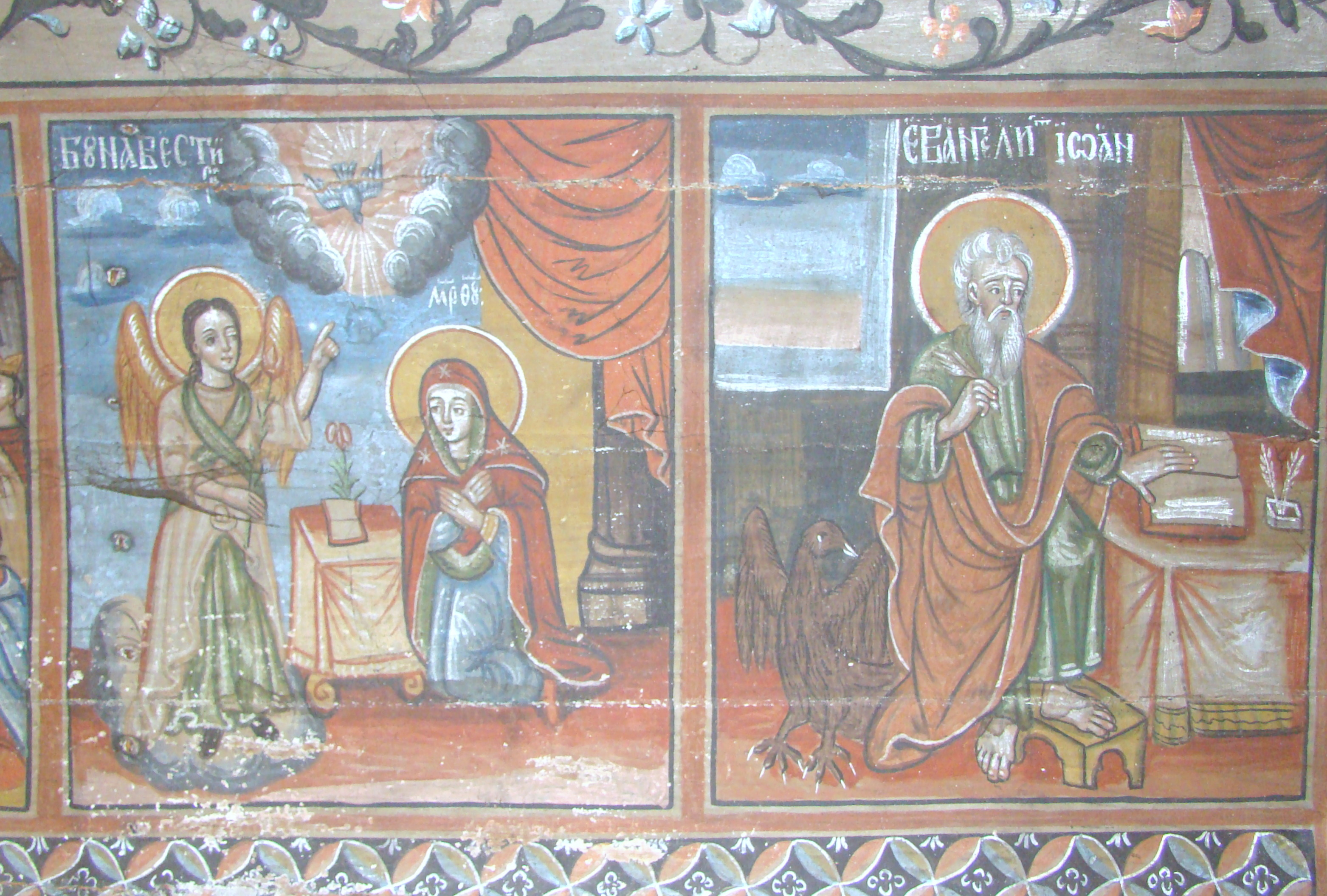
Buna Vestire; Evanghelistul Ioan (Biserica de lemn din Ociu)

Nu se știe exact când a părăsit localitatea de baștină (istoricul Marius Porumb presupune că acest lucru s-ar fi întâmplat în ultimul deceniu al secolului al XVIII-lea). Nu se știe cu exactitate nici când a descins în Valea Mureșului de Jos. Activitatea sa, datată, în această zonă, se întinde pe durata primelor două decenii ale secolului XIX. În ordine cronologică, prima sa creație care s-a păstrat până în zilele noastre este lucrarea executată la biserica de lemn din Seliște (strămutată în anul 1984, la Mănăstirea Gai din Arad). La Seliște au lucrat doi importanți pictori de biserici: Nicolae de la Lupșa Mare a realizat pictura altarului, în timp ce Filip (preot și zugrav din Lugoj) a pictat iconostasul și icoana Punerea în mormânt de la proscomidie. Restul bisericii nu este pictat. Numele zugravilor îl cunoaștem datorită pisaniei de la proscomidiar, de sub icoana Punerii în mormânt: „Pomenește, Doamne, ctitorii Preotul Petru, Mărinca, Ioan, Iosif, Gheorghe, Grozav, Petru?, Maria, Borița, preotul Iosif, preotul Vasile. Pomenește, Doamne, zugravul Filip preot, Paraschiva, Nicolae zugravul, Raveca”.

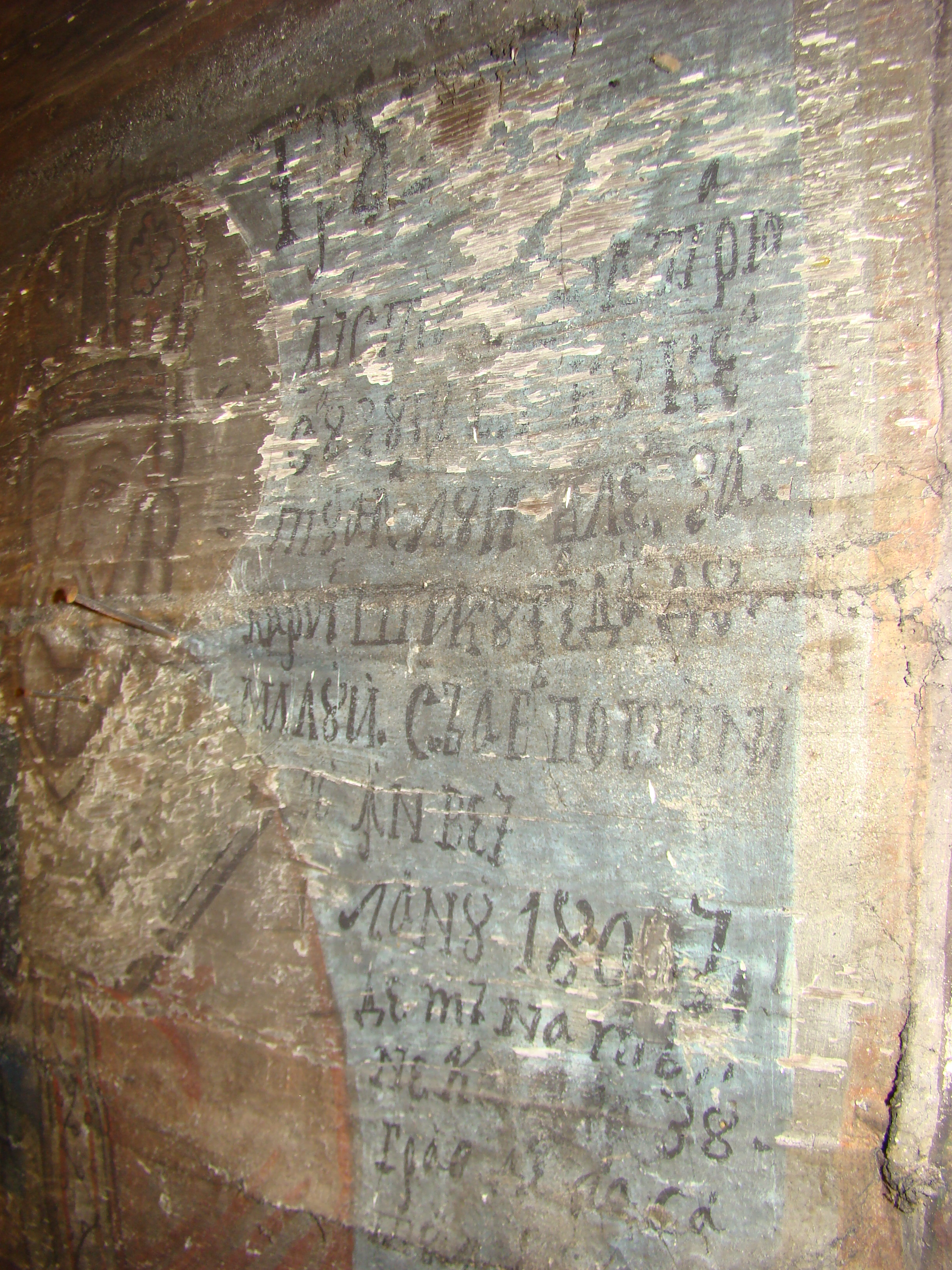
Pisania din altarul bisericii de lemn din Corbeşti care datează pictura

Conform cercetătoarei Ioana Cristache-Panait, Nicolae Zugrav ar fi lucrat la Seliște în anii de sfârșit ai secolului XVIII sau în anii de început al celui următor.
Următoarea sa creație cunoscută a fost cea de la biserica de lemn din Corbești, din anul 1807. Pisania din altar, în dreapta proscomidierului, în interiorul scenei Viziunea Sfântului Petru din Alexandria, menționează: „Acest sfânt oltariu sau zugrăvit cu cheltuiala lui Bleh Zaharia și cu găzdoaia dumilui să aibă pomenire în veci, la anu 1807 de mâna mea Neculae Zugrav de la satul Lupșa Mare”. La Corbești, în anul 1807 (menționat în pisania din altar și pe icoanele Duminica mironosițelor, Înălțarea Domnului și Înălțarea Sfintei Cruci) zugravul Nicolae și zugravul Constantin au executat pictura murală, iar în anul următor, 1808, zugravul Nicolae a pictat singur iconostasul. Dacă altarul a fost pictat în întregime de Nicolae de la Lupșa Mare, în pictura naosului se poate observa prezența a încă unui zugrav, cu o mână mai stângace, pictura fiind de o calitate artistică net inferioară celei întâlnită în operele zugravului Nicolae, fiind realizată de un colaborator al acestuia.

Picturile murale din Biserica de lemn din Corbești
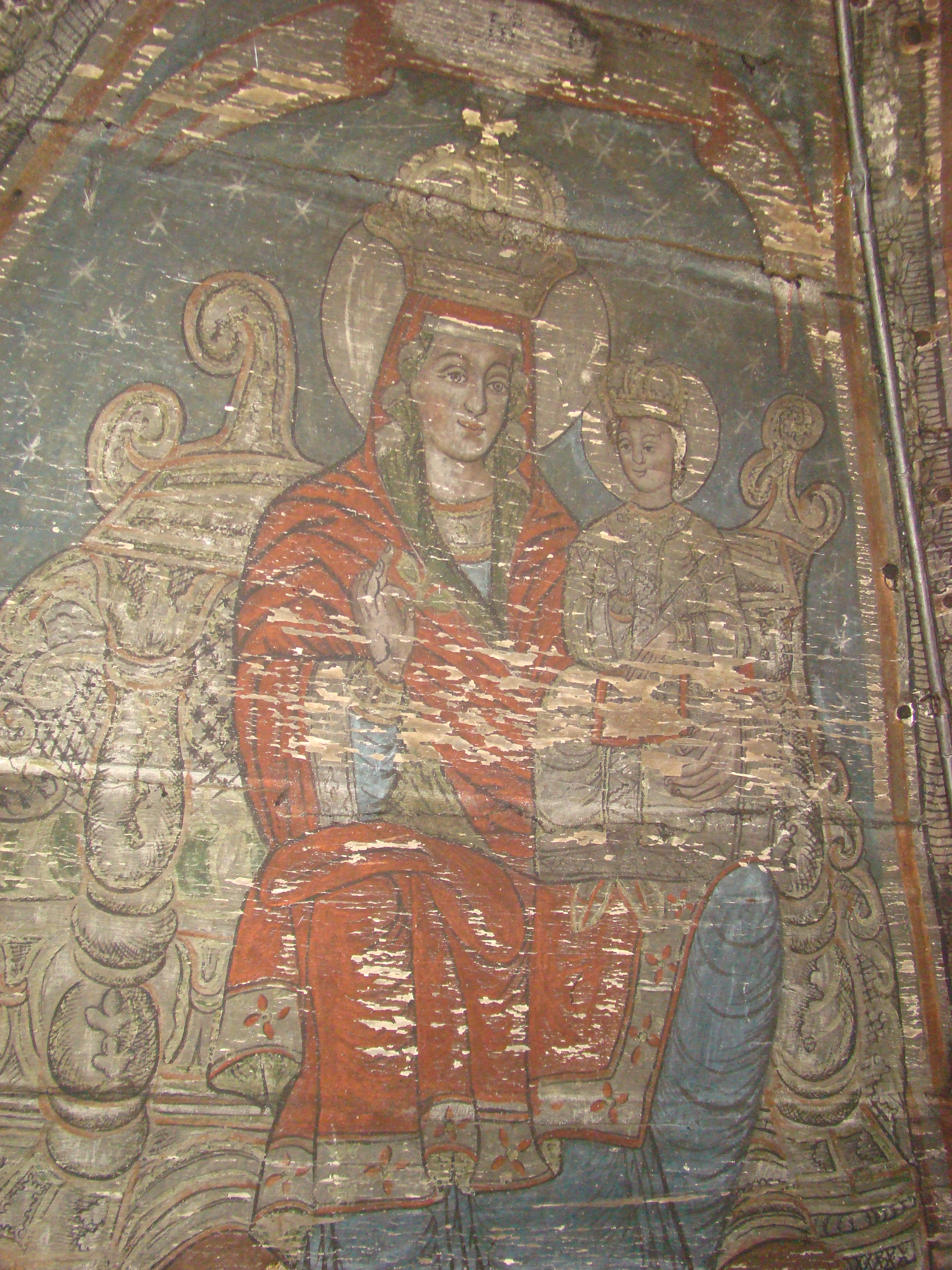
Maica Domnului „Regina cerului” (conca altarului)
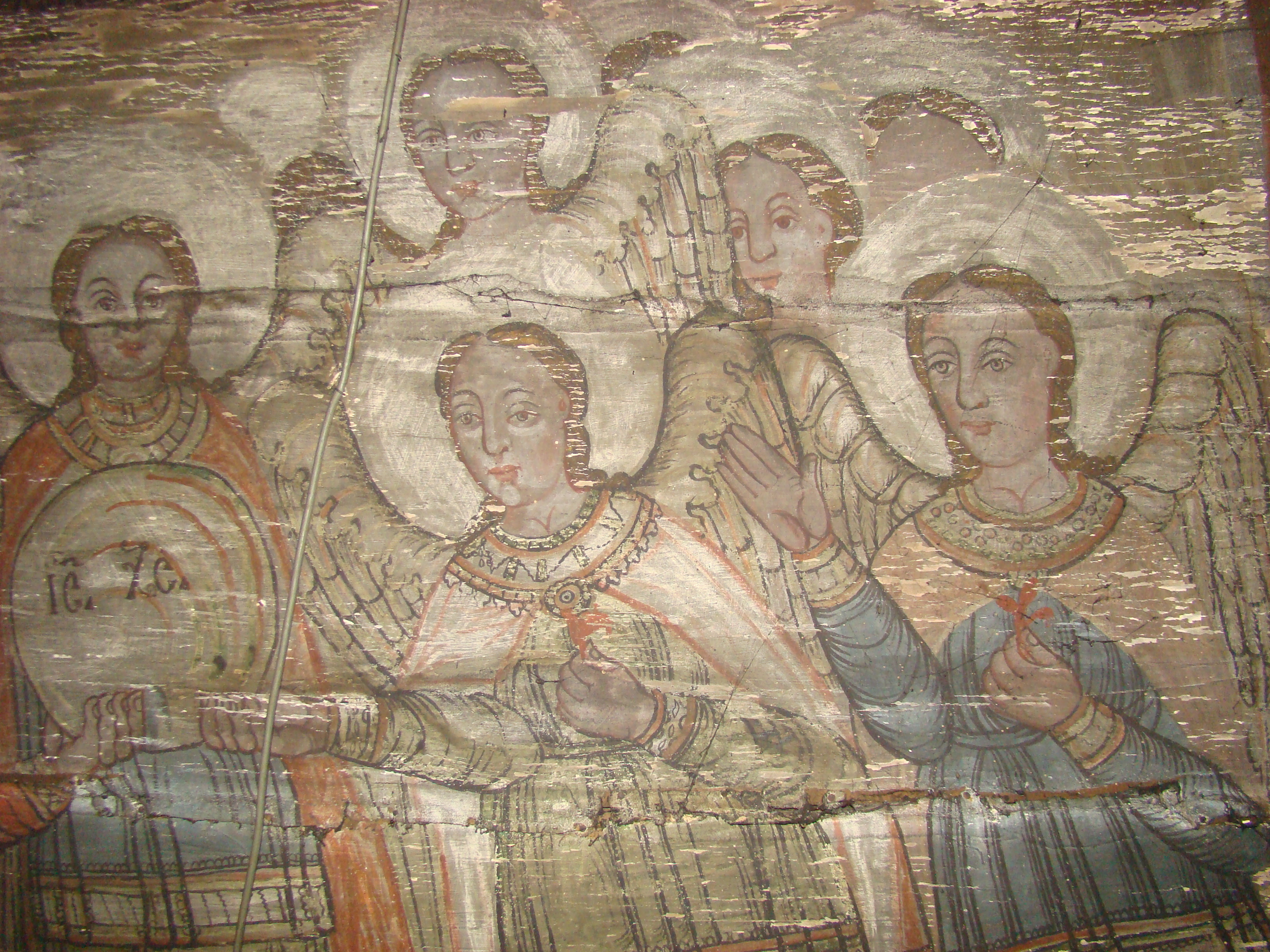
Ceată îngerească
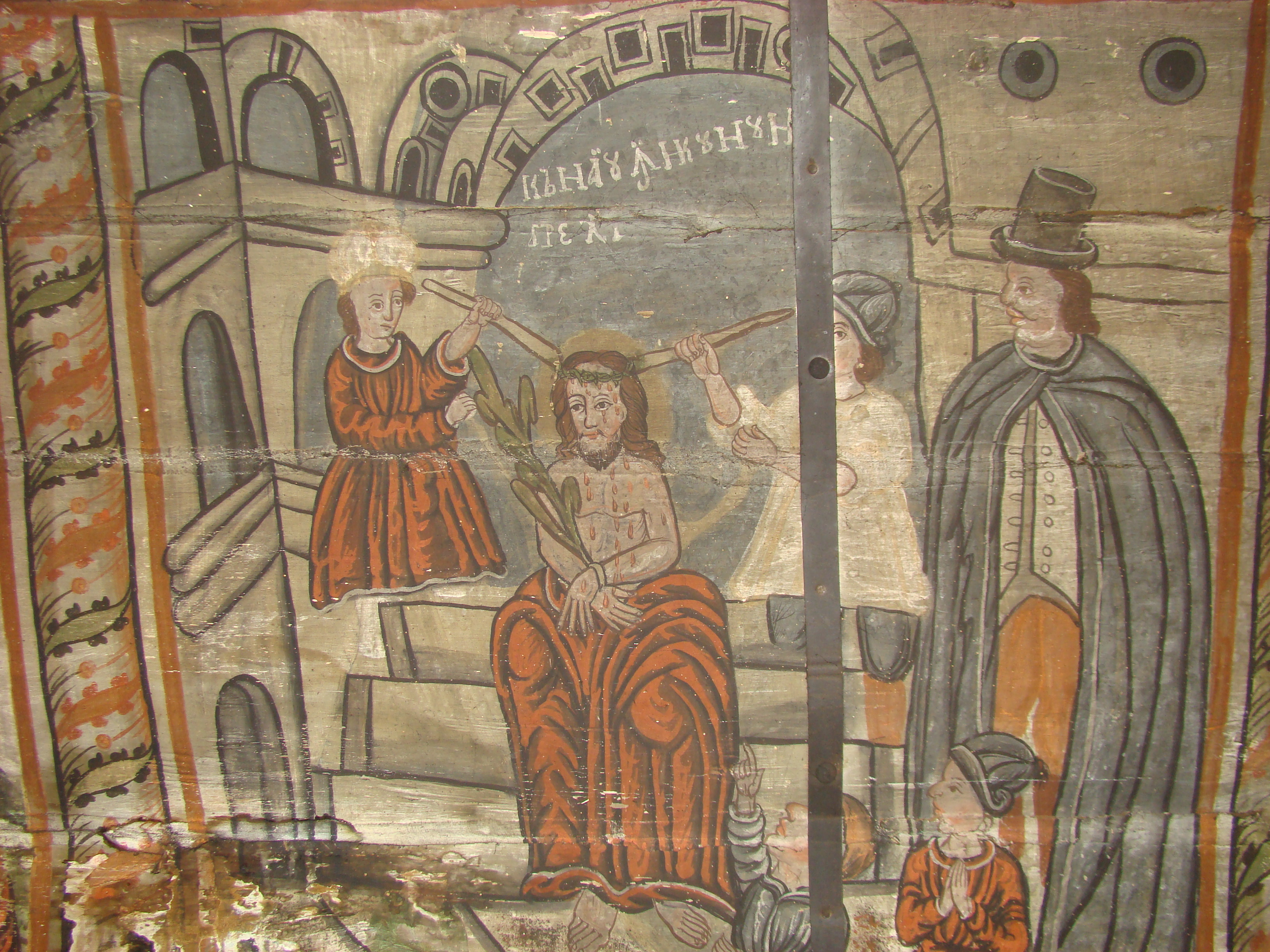
Când au încununat pe Iisus cu spini (naos, scenă pictată probabil de colaboratorul zugravului Nicolae)
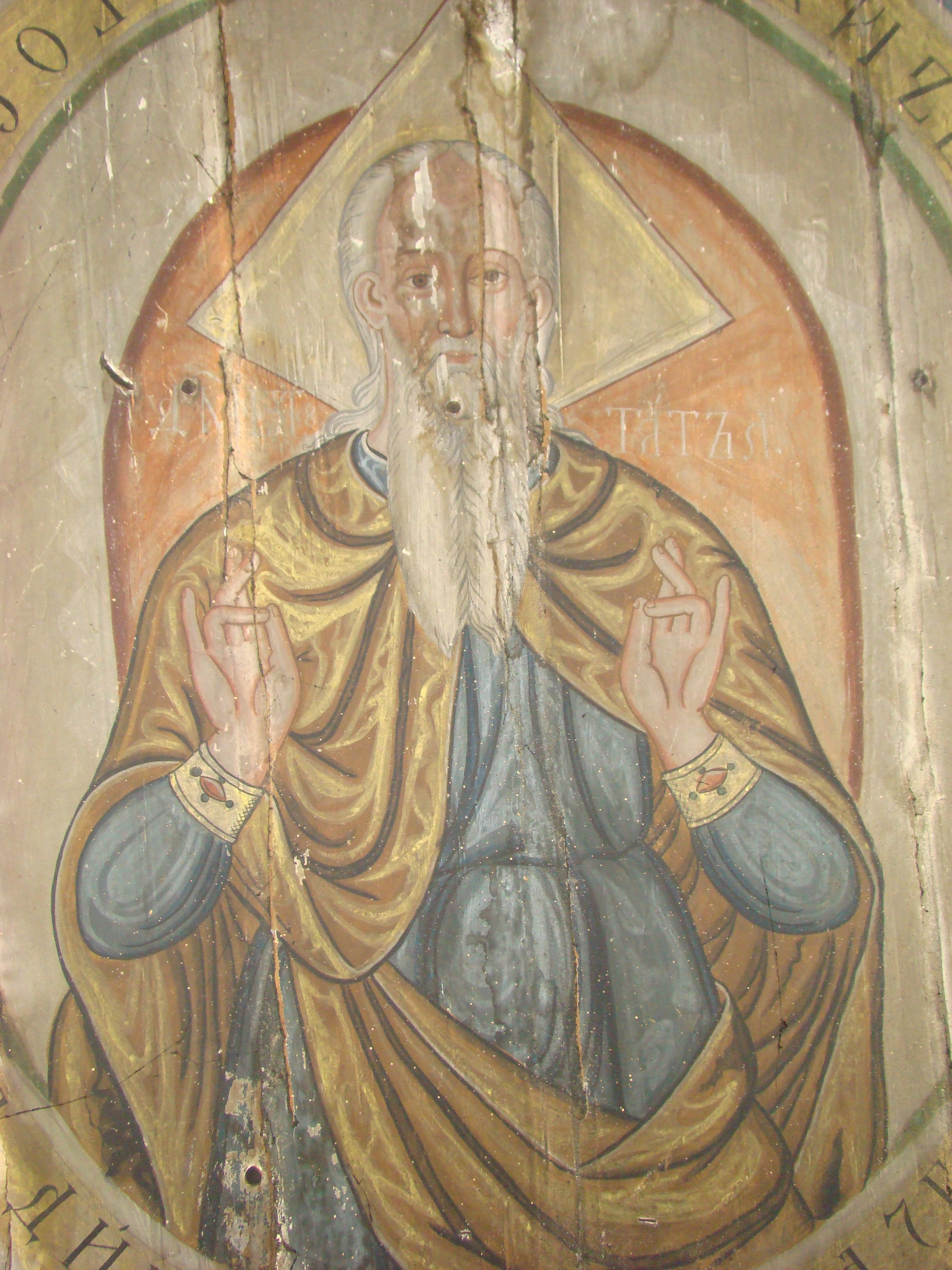
Dumnezeu Tatăl

Nicolae Bădău a lucrat de cele mai multe ori în echipă cu zugravul și consăteanul său Nichifor Nandronie. Biserica de lemn „Intrarea Maicii Domnului în Biserică” din satul Julița, comuna Vărădia de Mureș, a fost pictată în întregime de o echipă de zugravi compusă din Nicolae de la Lupșa Mare, Simion Silaghi (Sălăjanu) și Nichifor Nandronie. Concluzia este întărită de o însemnare lăsată de Nicolae de la Lupșa Mare pe o scoarță ultimă a unui Triod tipărit de episcopul Filaret al Râmnicului, în anul 1781: „Sau scris prin mine Nicolae Moler precum că am fost lăcuitoriul în Giulița când am făcut tot lucrul zugrăvitului la biserică ...(două cuvinte șterse) ... în anul 1813” Nicolae de la Lupșa Mare s-a semnat la biserica de lemn din Julița și pe icoana împărătească „Iisus Hristos Mare Arhiereu, pe tron”. În stânga, jos: „Anii de la Adam 7321”. În dreapta, jos:„ De la HS 1813”. Pe spate: „Nicolae zugrav de la Lupșa Mare au lucrat mai în 8 zile sau gătat”. Icoana se păstrează în colecția mănăstirii Sfântul Simion Stâlpnicul Arad-Gai. Simion Silaghi și Nichifor Nandronie au semnat pe icoana împărătească, „Maica Domnului cu Pruncul, pe tron”. În stânga, jos: „La 1813”. În dreapta, jos: „martie 12 Sim(i)on Silaghi de Abrud și Nichifor zugravi”. Însemnarea este repetată pe spate: „sau zugrăvit aceste sfinte icoane de Nichifor Nandronie zugrav din Lupșa Mare anu 1813”.

Picturile murale din Biserica de lemn din Julița
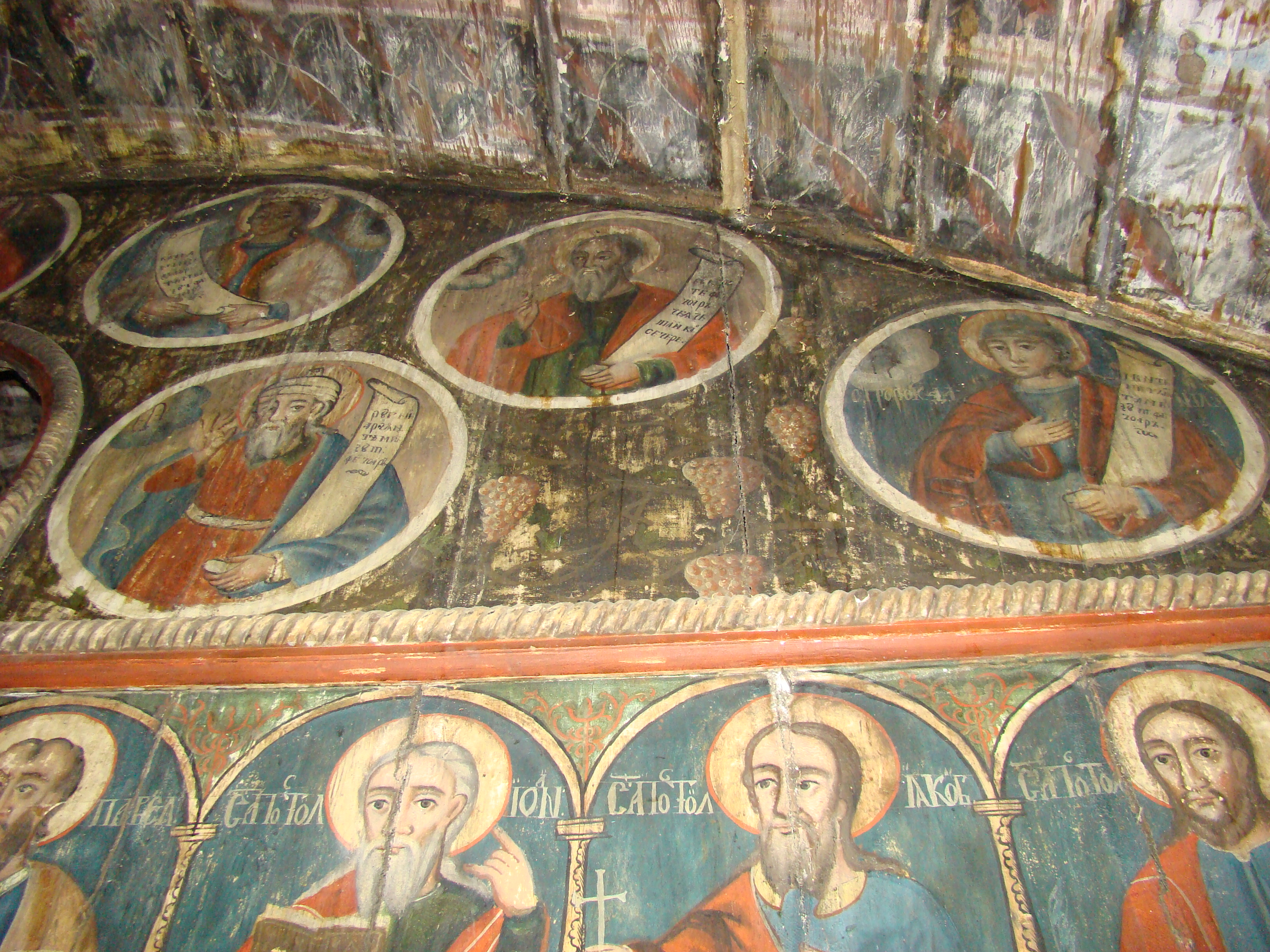
Partea dreaptă a iconostasului
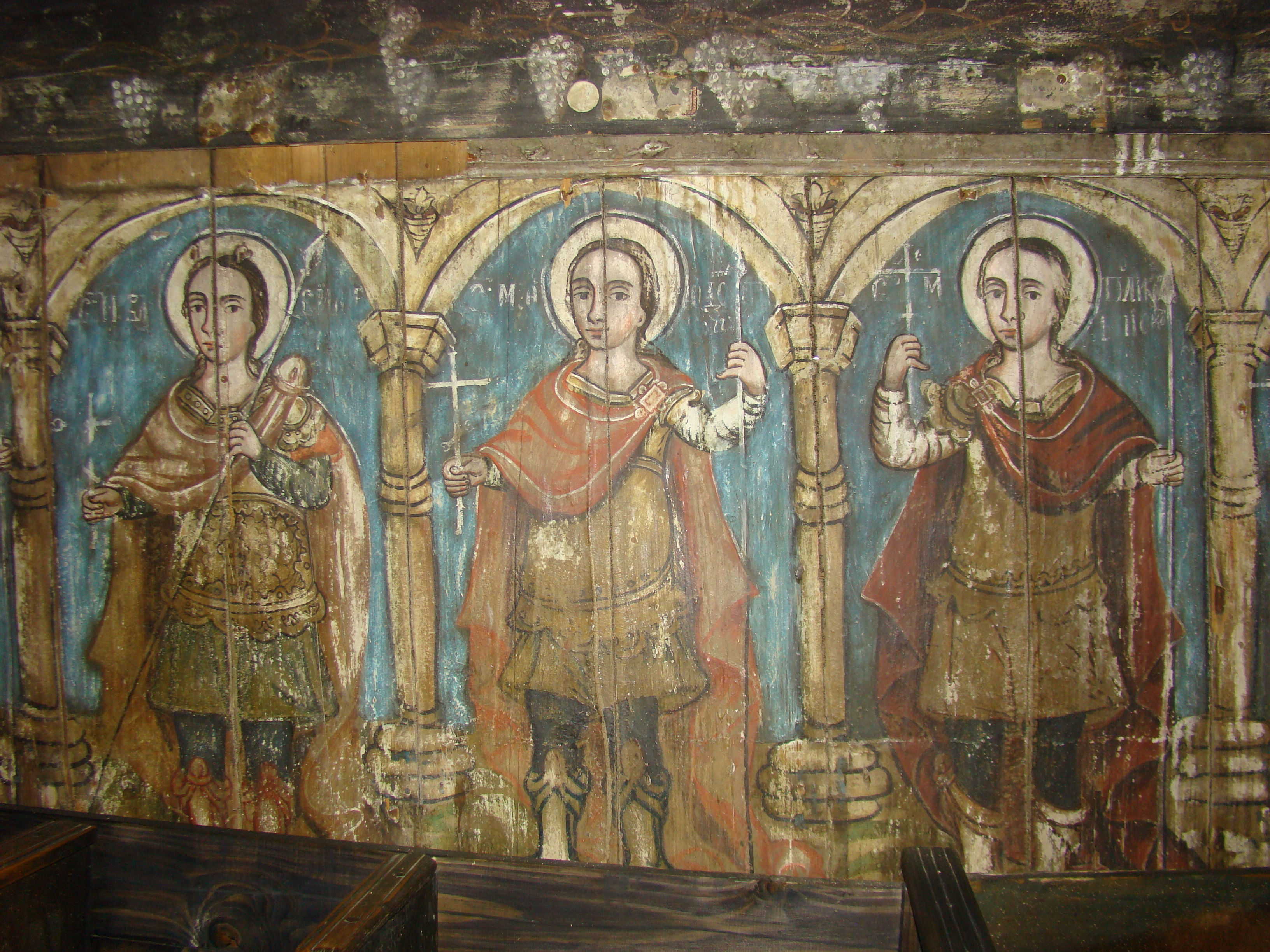
Sfinţii Mucenici
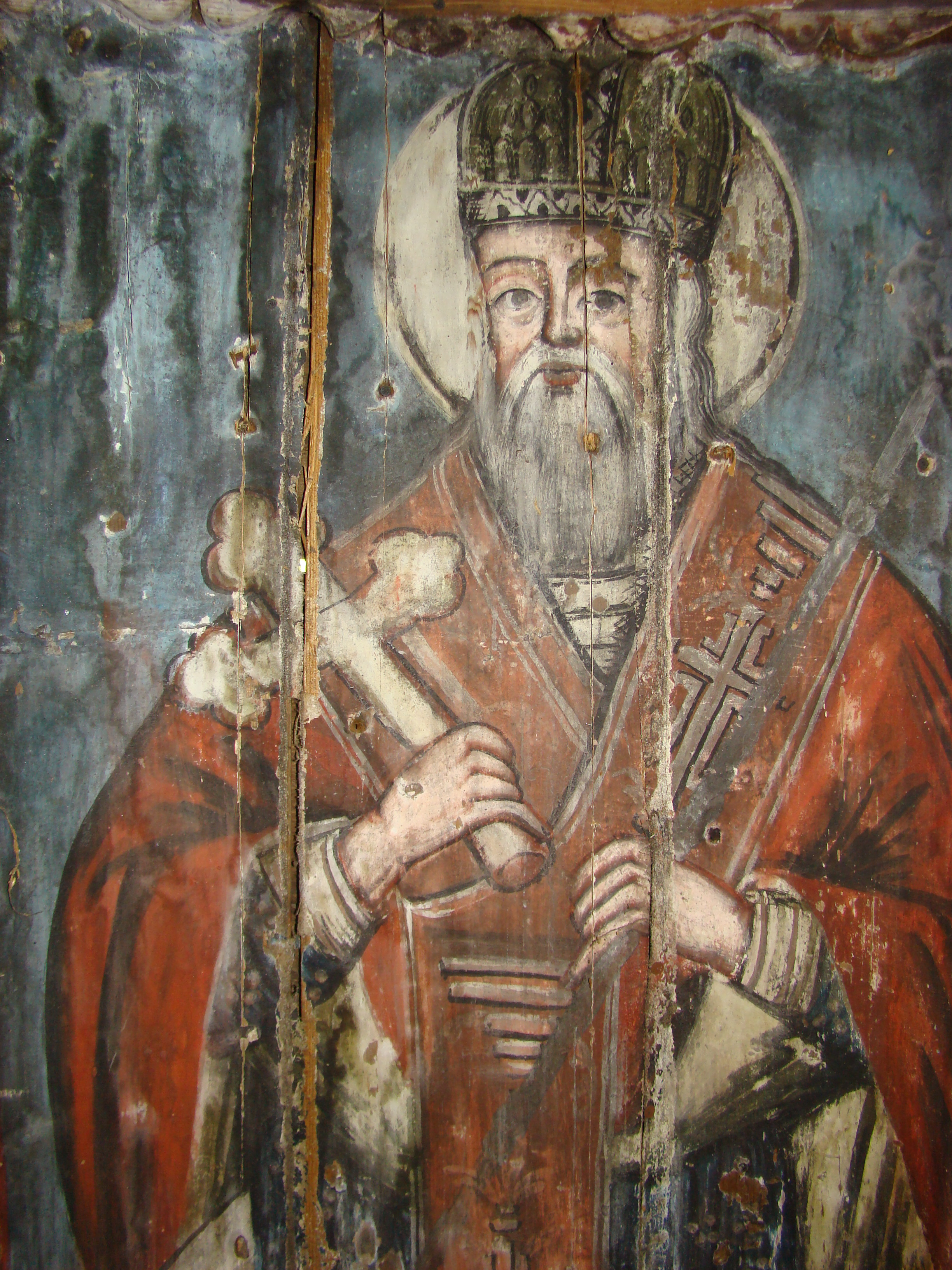
Sfinţii Ierarhi
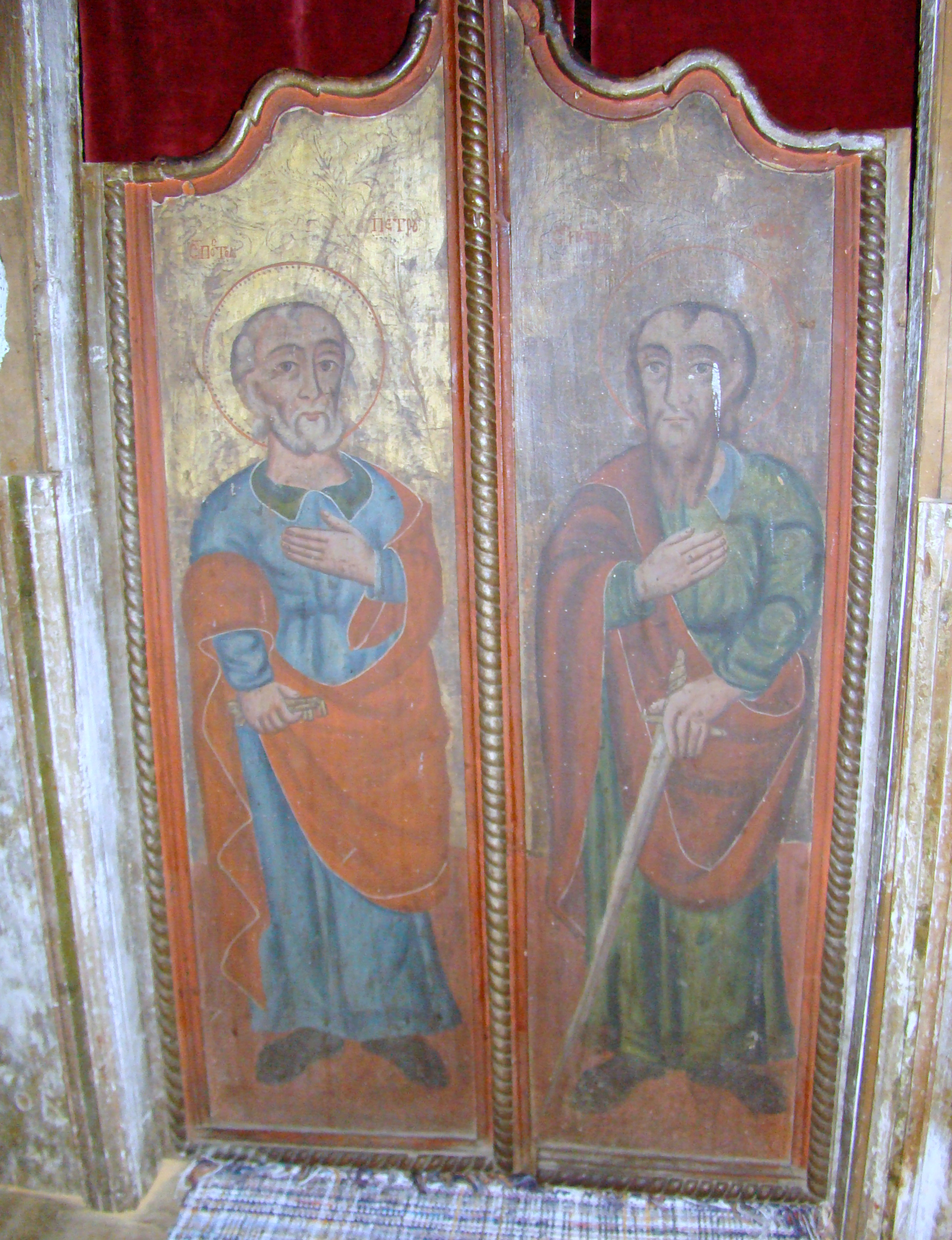
Uşile împărăteşti ale bisericii de lemn din Juliţa „Sfinţii Apostoli Petru şi Pavel”

Tot în 1813, Nicolae Zugrav a lucrat la biserica de lemn (dispărută) din Căpruța. Icoana Maica Domnului „Regina Cerului” (1813) care provine de la această biserică, s-a păstrat și ea în colecția mănăstirii Sf.Simion Stâlpnicul Arad-Gai.
Cu un an mai devreme, 1812, zugravul Nicolae din Lupșa Mare pictase frumoasa biserică de lemn din Troaș, pe „cheltuiala satului (30 de florini)”. Pictura a fost lucrată în tempera pe un strat de preparație dat direct pe lemn. Interspațiile dintre grinzi sunt acoperite cu șipci de brad peste care s-a pus pânză groasă.

Picturile murale din Biserica de lemn din Troaș
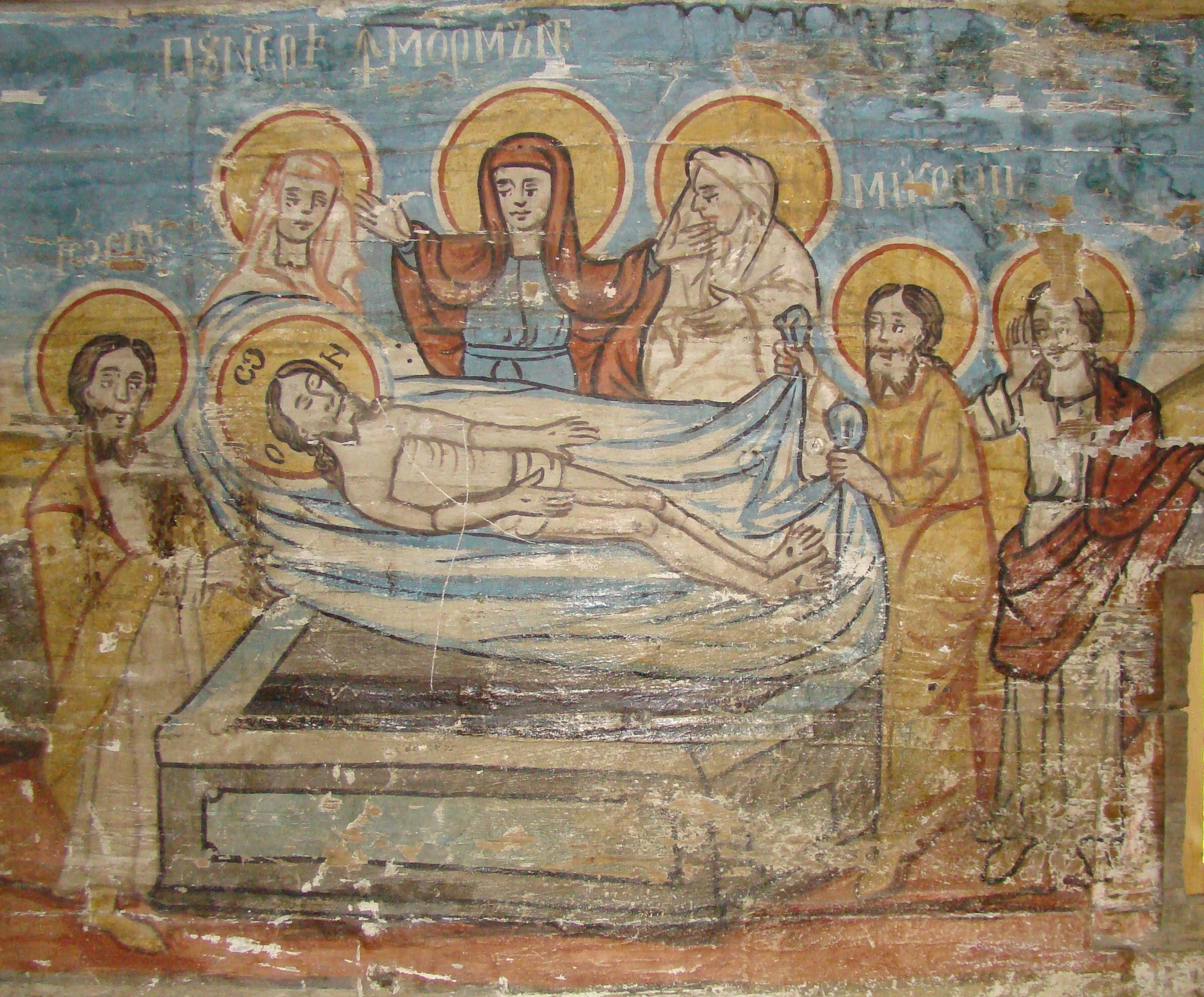
Punerea în mormânt
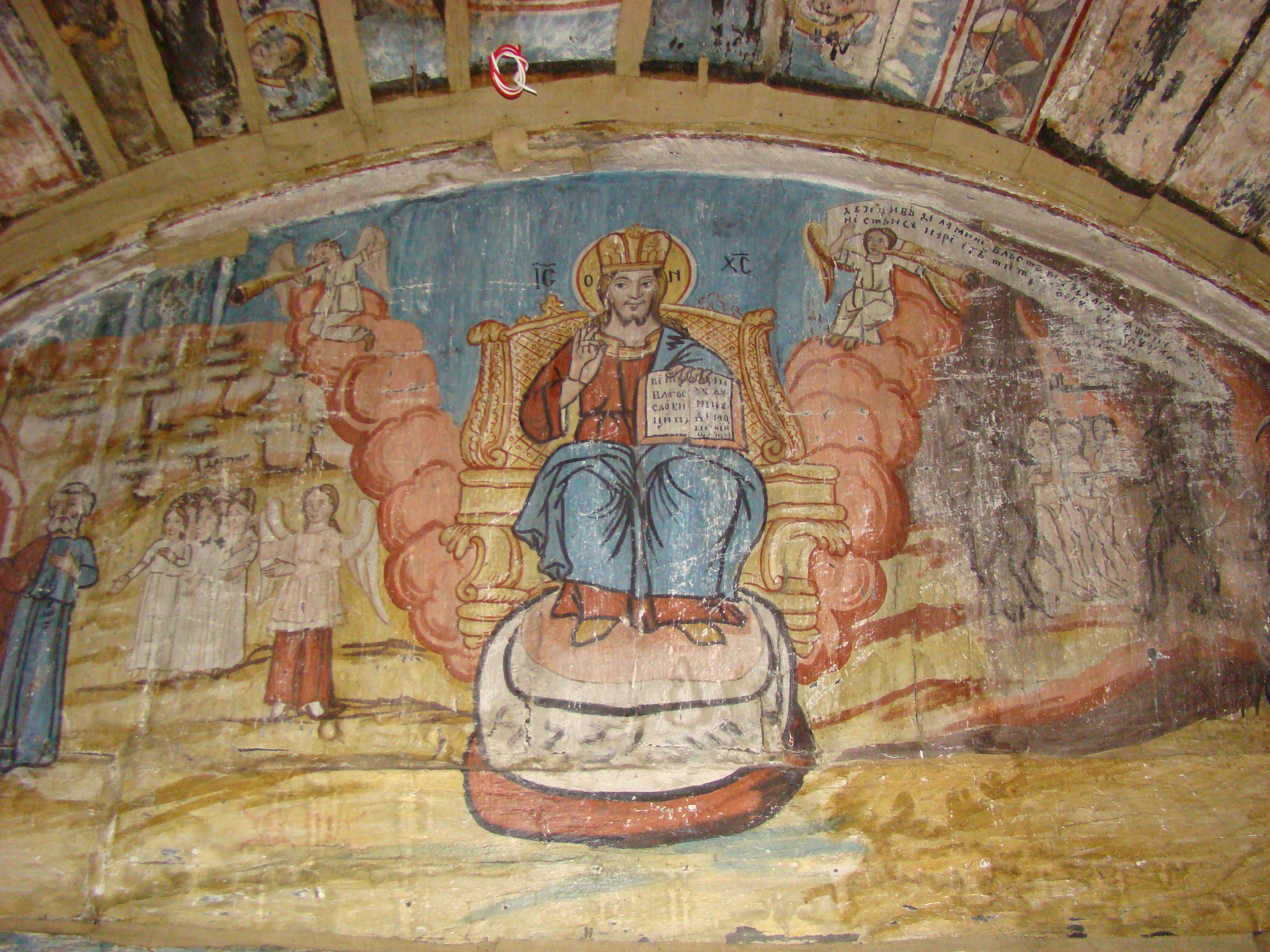
Timpanul de vest al naosului: compoziţia Judecăţii de apoi (pe un sul desfăşurat deasupra iadului scrie „Duceţi-vă de la mine, blăstămaţilor, în focul nestinsu”
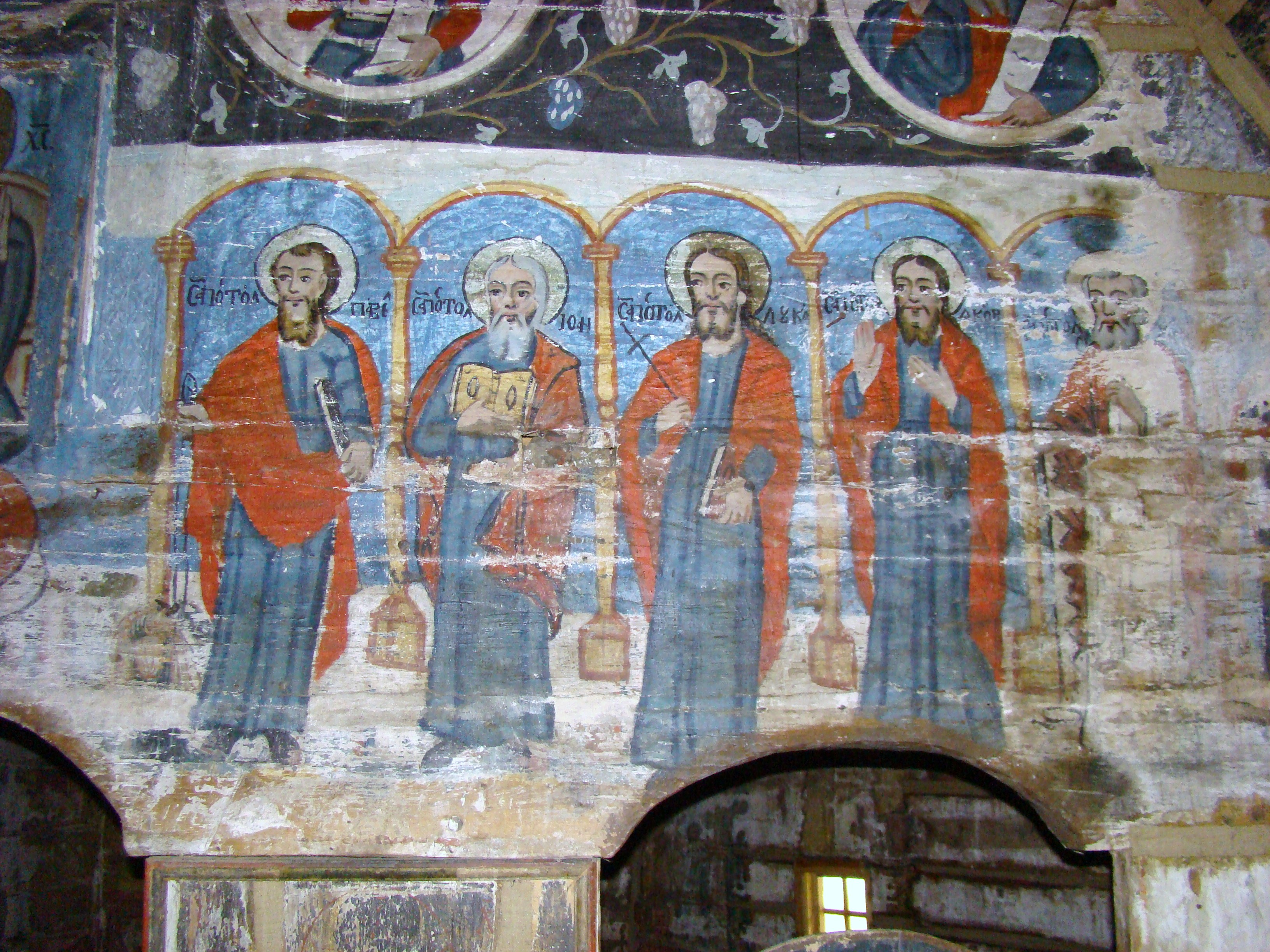
Şirul apostolilor
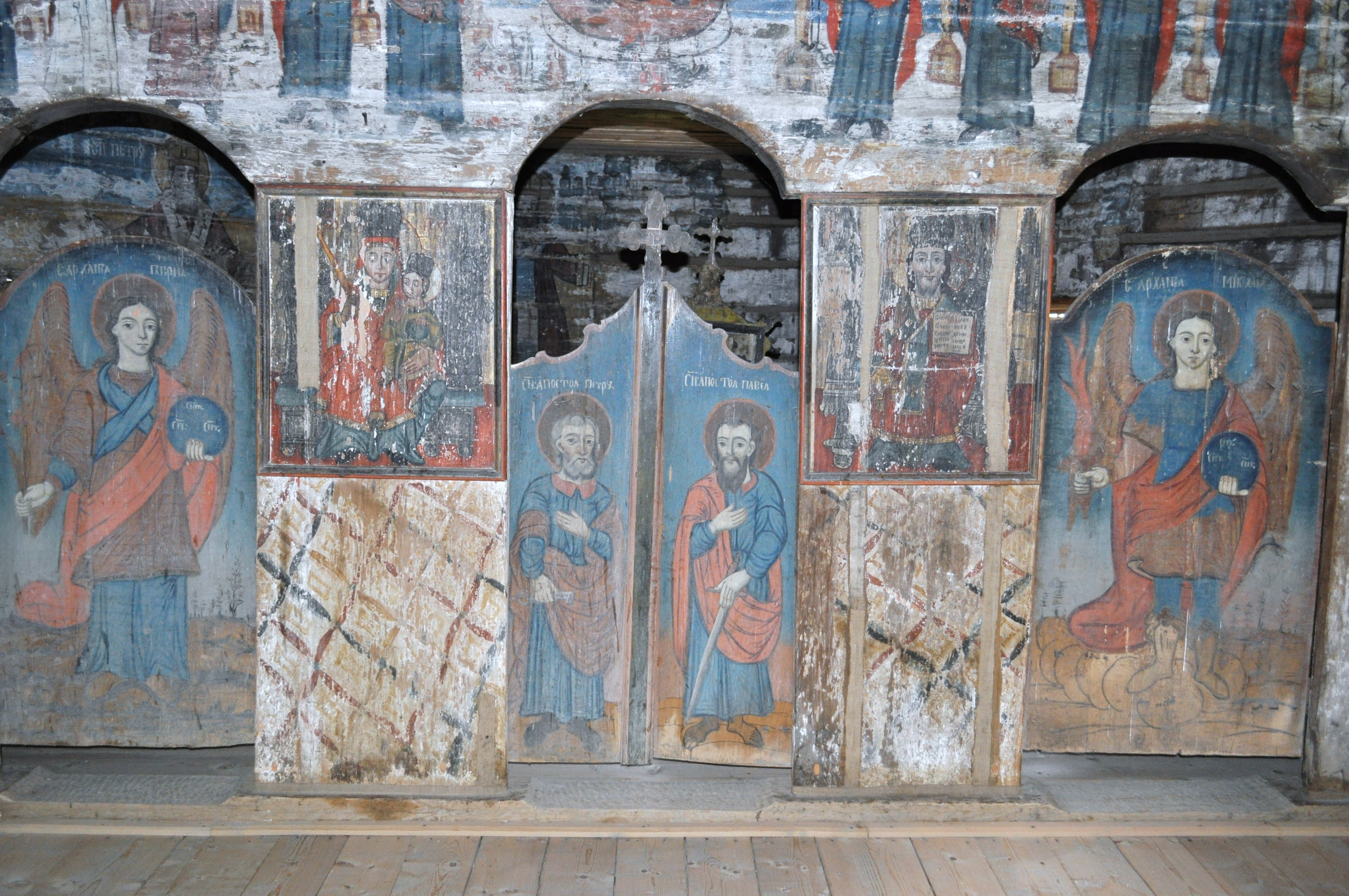
Uşi şi icoane împărăteşti
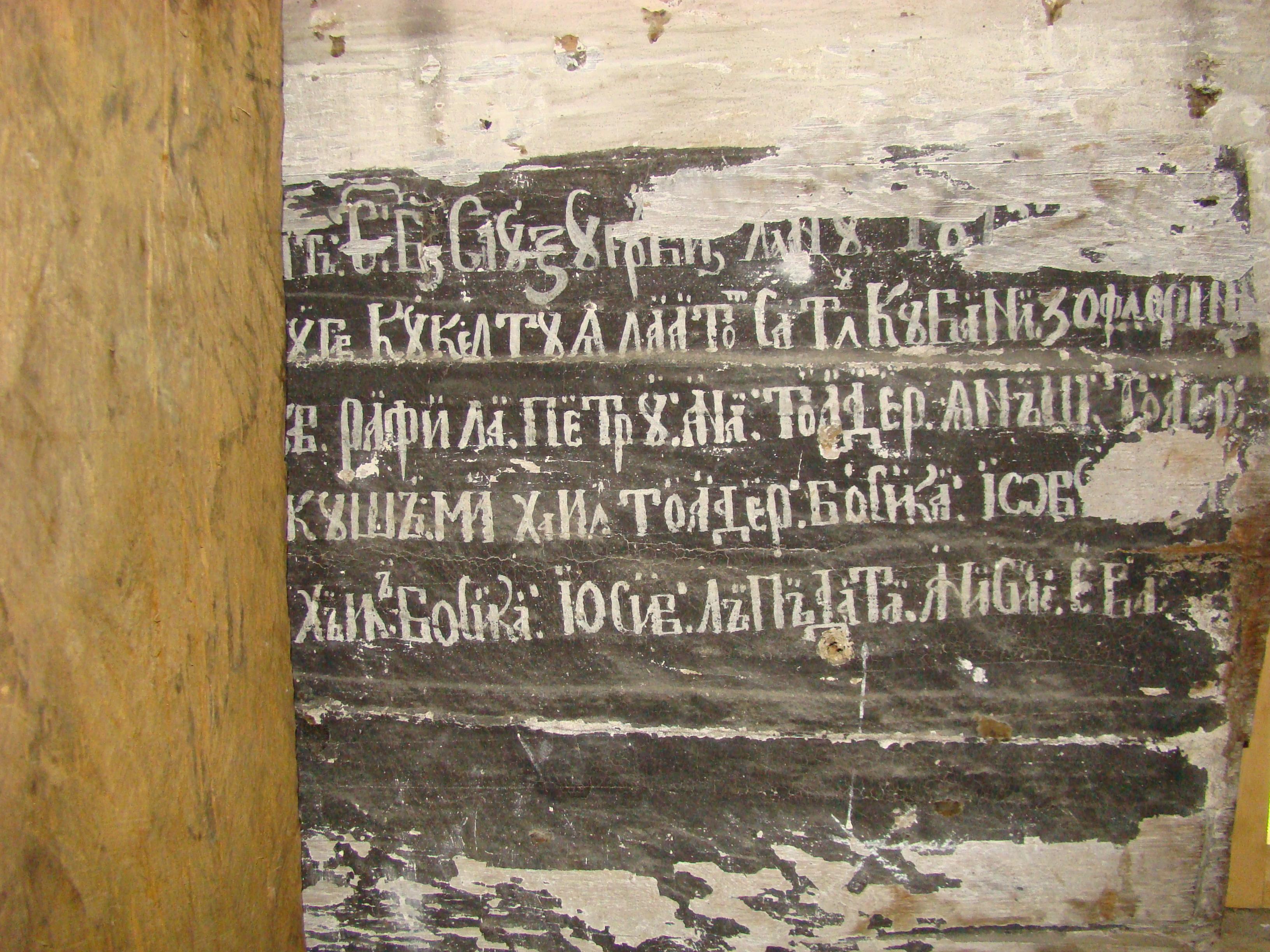
Inscripția cu litere chirilice existentă în stânga proscomidiarului, care datează pictura: „ACEASTĂ SFÂNTÂ BISERICĂ SAU ZVGRĂVIT LA ANUL 1813 DE NICOLAE ZUGRAV CU CHELTUIALA ALU TOT SATU CU 30 FLORINI. GROZAV, RAFILA, PETRU, ANA, TOADER, IANAS, TOADER, PASCUTA, MIHAIL, TOADER, BOSICA, IOVU, NITA, MIHAIL, BOSICA, IOSIF, LAPADAT, ANISIE, IOVA."

Cea mai importantă lucrare din activitatea sa, desfășurată în Valea Mureșului de Jos, zugravul Nicolae de la Lupșa Mare a realizat-o la biserica de lemn „Sfântul Mucenic Dimitrie” din satul Roșia Nouă, comuna Petriș. Ea se remarcă atât prin amploarea sa, cât mai ales prin calitatea sa artistică.  Pe coperta unui Catavasier tipărit la Râmnic (în anul 1750), el notează că a terminat pictura bisericii din Roșia în 17 aprilie 1820. Acest an este incizat pe spatele celor două icoane împărătești, Maica Domnului cu Pruncul pe tron și Iisus Hristos Învățătorul, de pe iconostas, iar în altar, același an este menționat la finalul textului de pe rotulusul pe care îl ține în mână Sfântul Ioan Botezătorul, înfățișat într-o icoană de mari dimensiuni, adosată iconostasului. În schimb pe bolta naosului, în medalionul în care este reprezentat Iisus Hristos Pantocrator, în dreapta, jos, este scris anul 1819. Din aceste date se desprinde o concluzie: în anul 1819, zugravul Nicolae a executat pictura murală, iar în anul 1820, cea a iconostasului, încheind, probabil, cu cele două icoane mari din altar, Sfântul Ioan Botezătorul, menționată mai sus și Sfântul Sava.

Picturile murale din Biserica de lemn din Roșia Nouă
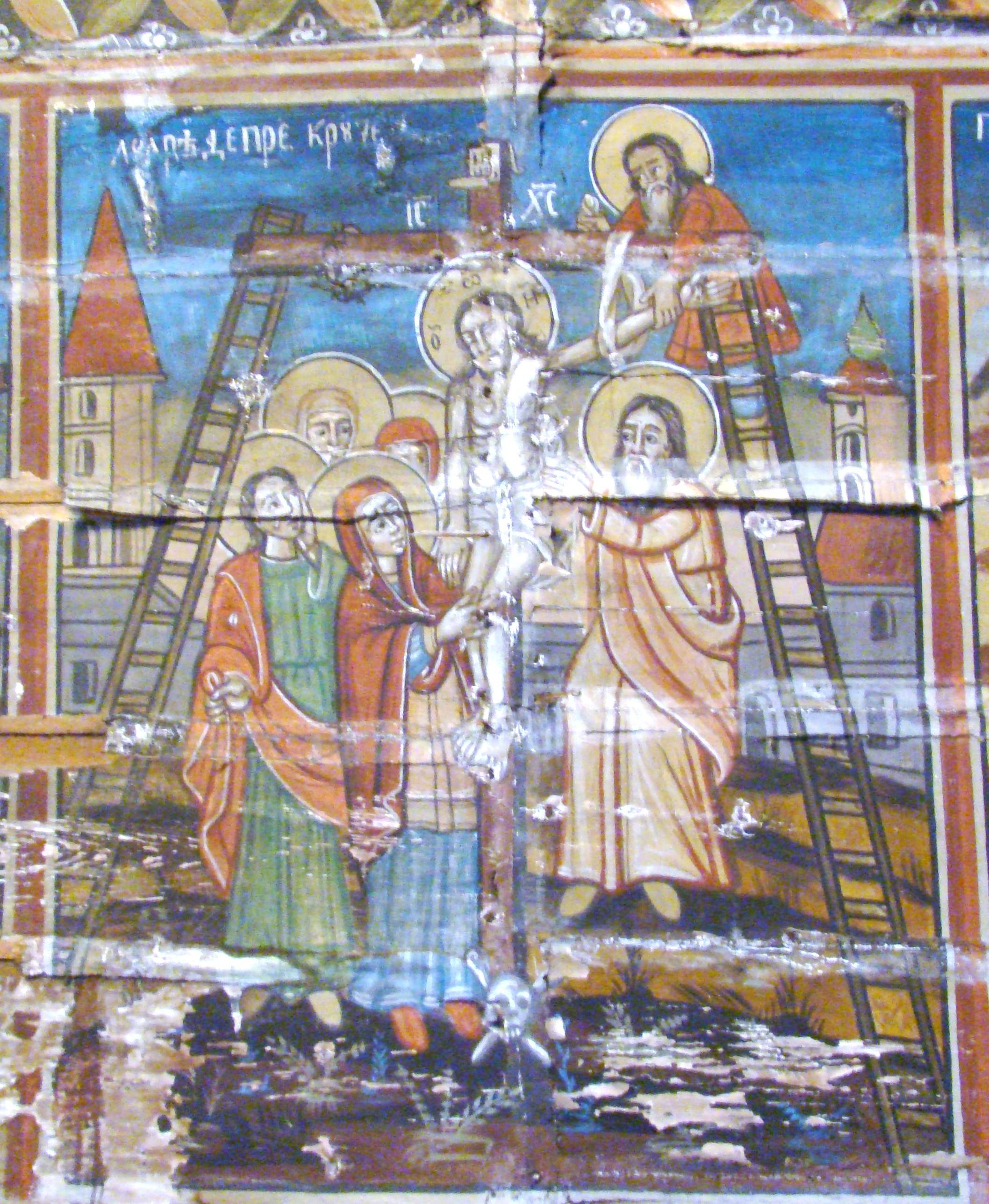
Luarea de pe cruce
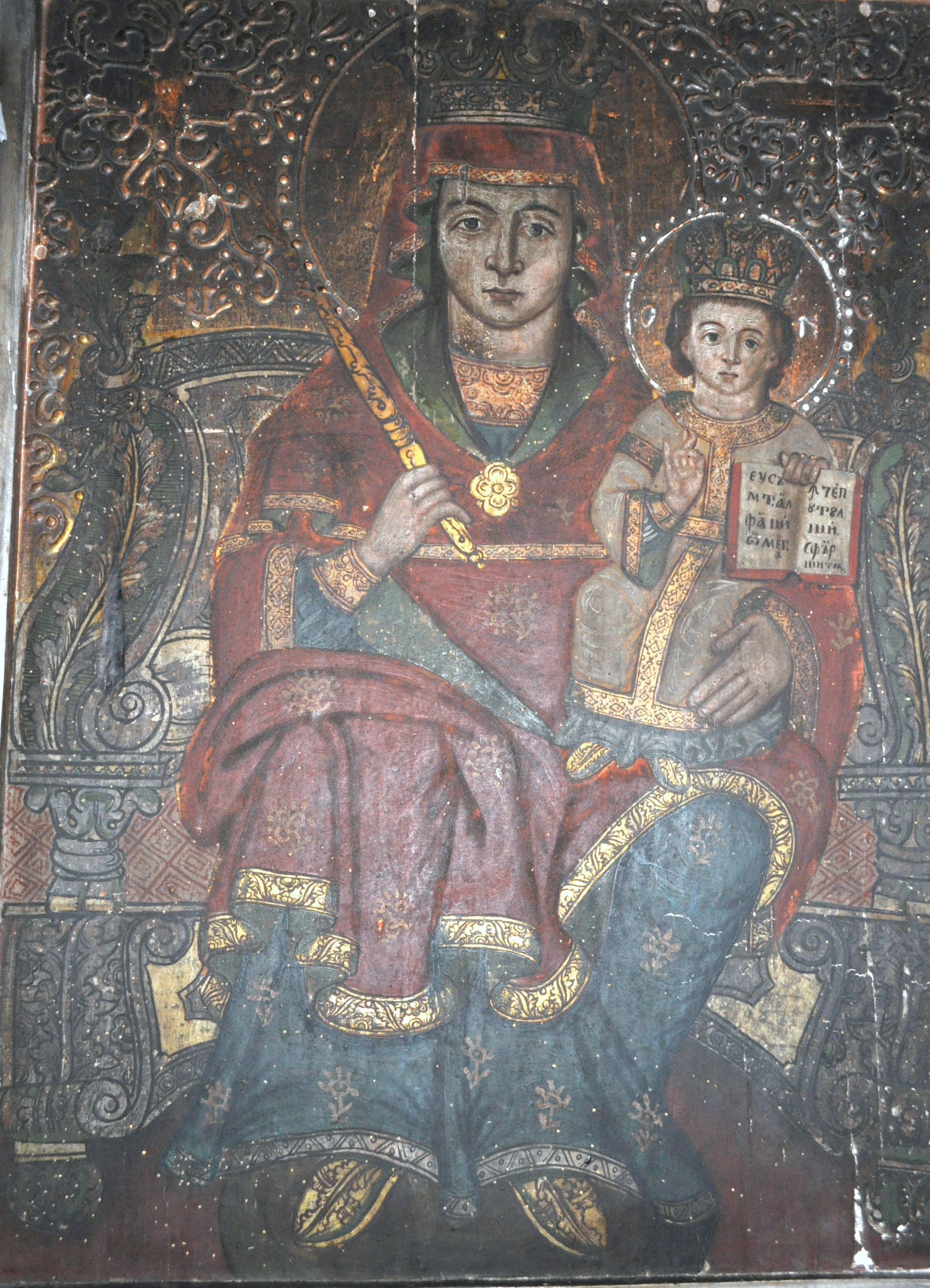
Icoană împărătească: Maica Domnului cu Pruncul pe tron
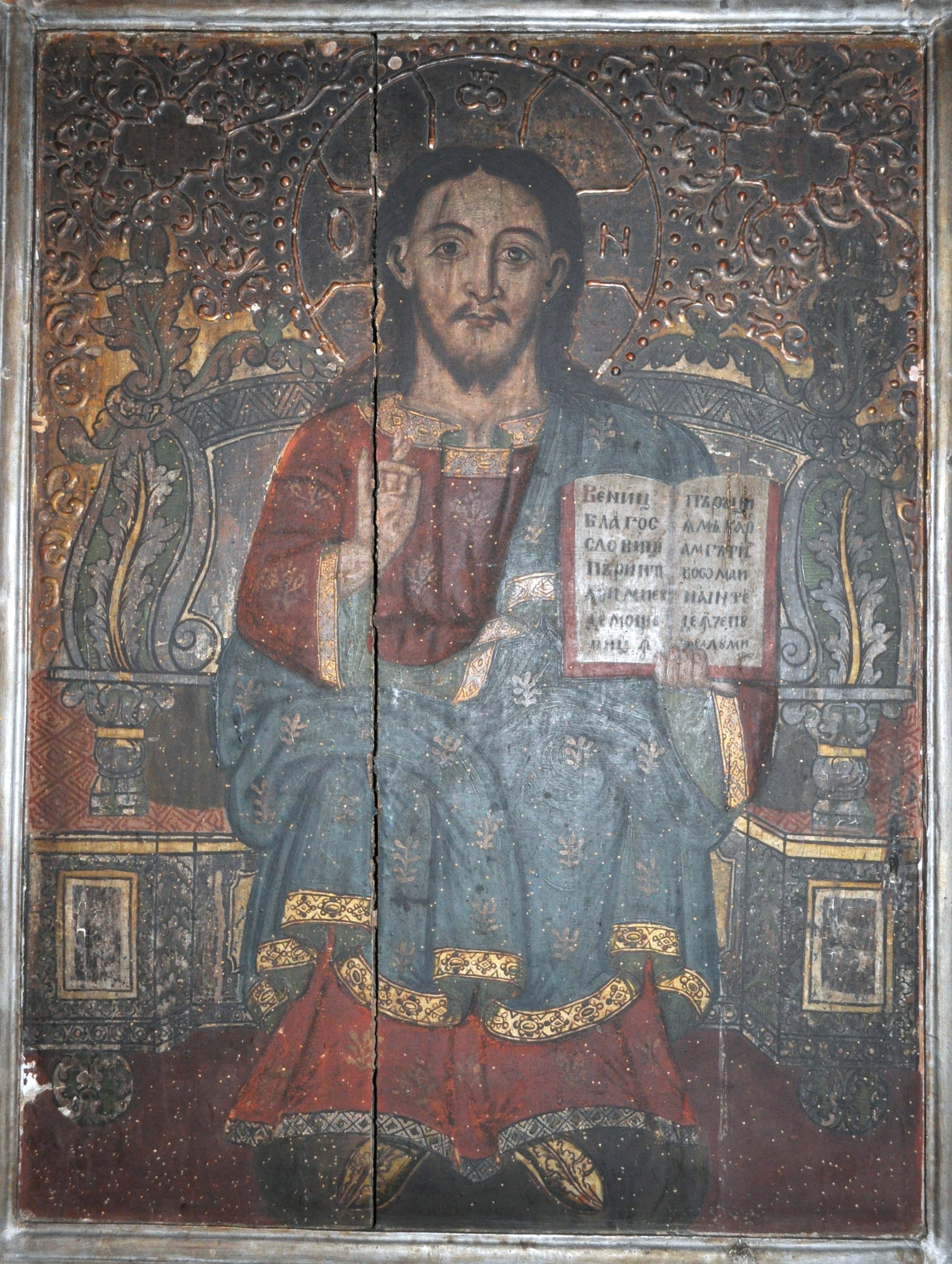
Icoană împărătească: Iisus Hristos Învățătorul
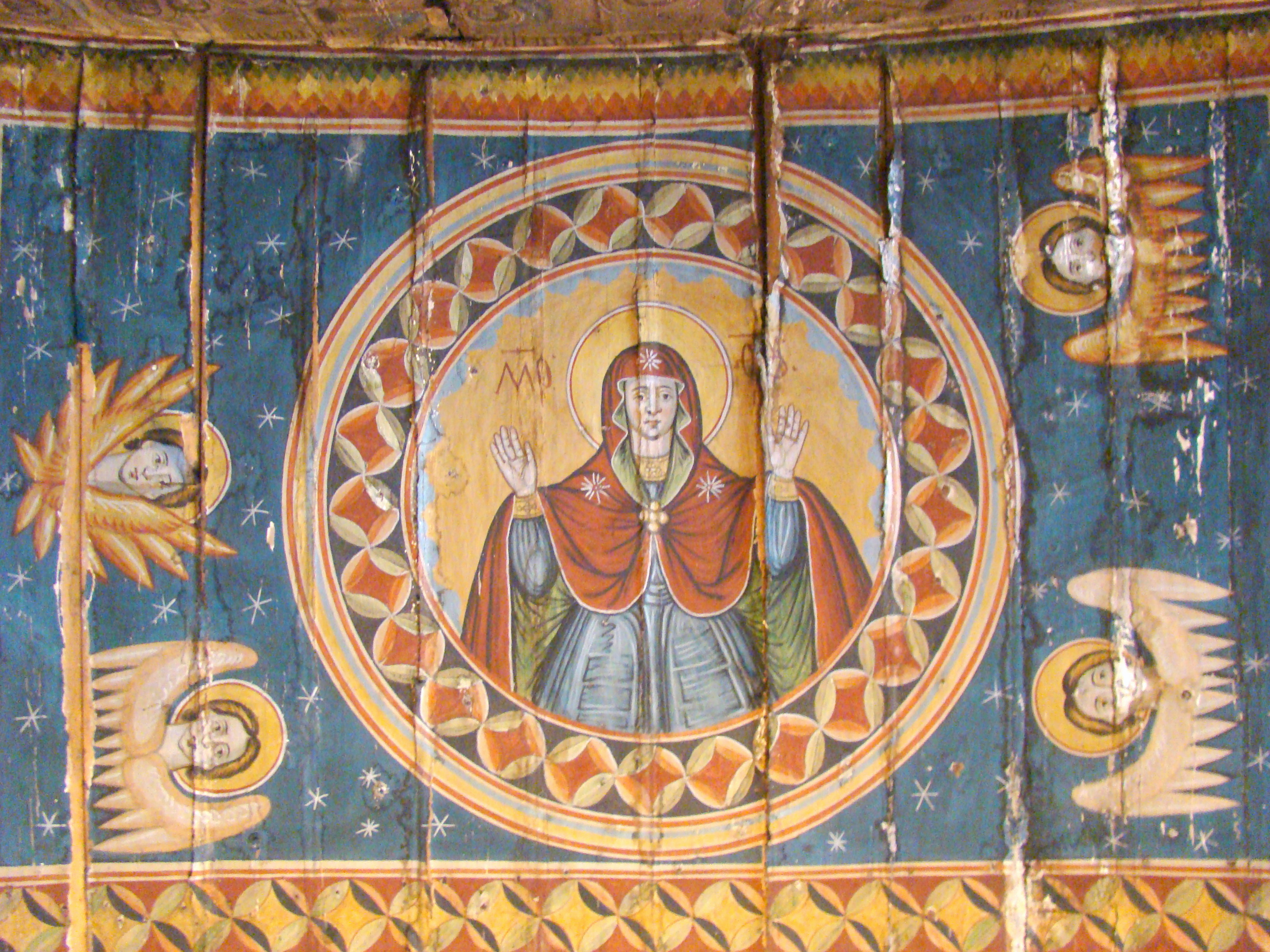
Bolta naosului: Maria Orantă
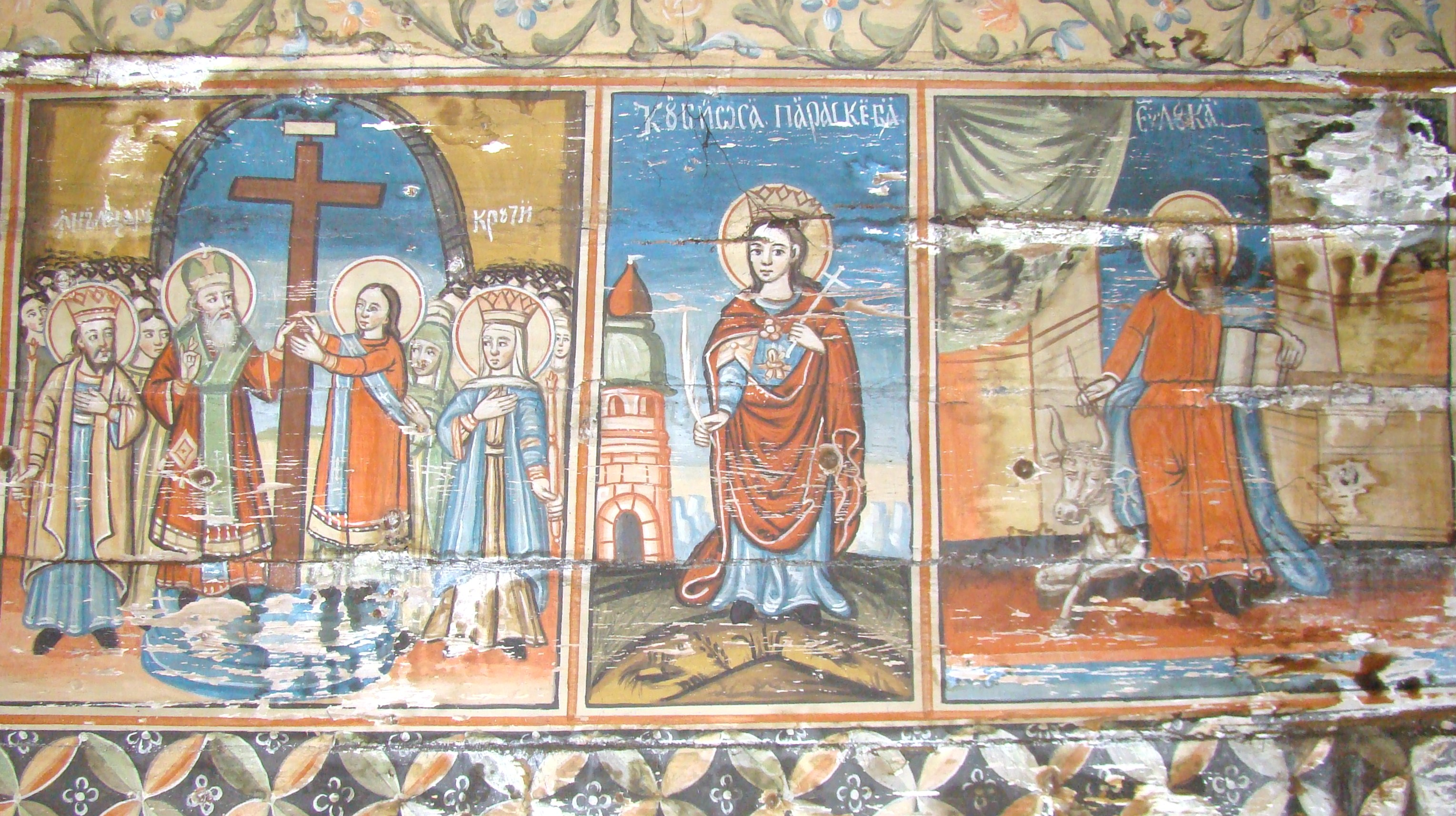
Sfinţii împăraţi Constantin şi Elena; Cuvioasa Parascheva; Evanghelistul Luca
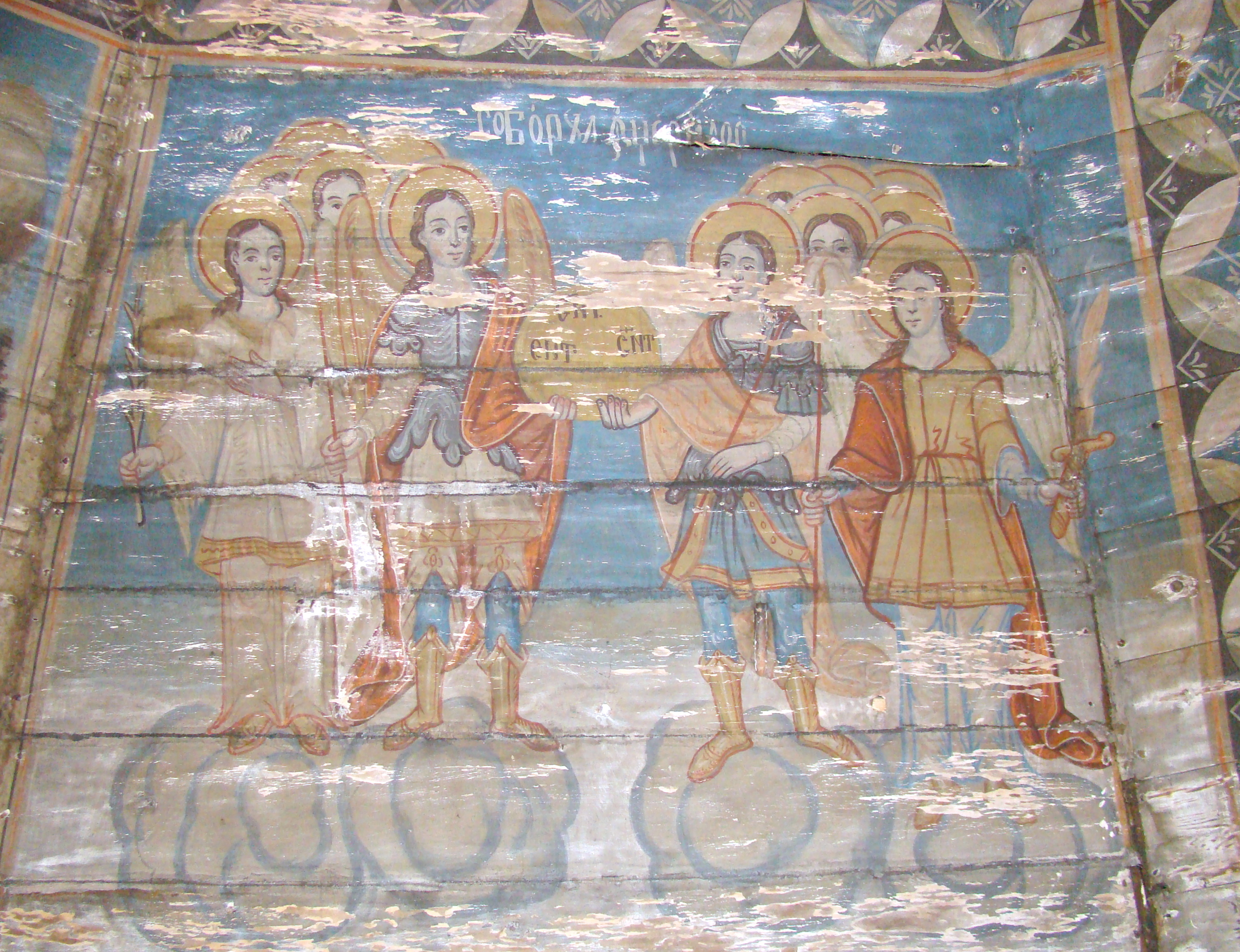
Pictura altarului: Soborul Arhanghelilor

Nicolae de la Lupșa Mare a pictat și în Țara Zarandului. El ar fi pictat biserica de lemn din Ociu, în anul 1821, împreună cu consăteanul său, zugravul Nichifor Nandronie. Acest lucru ar rezulta din pisania bisericii, scrisă în limba română cu caractere chirilice: „Cu ajutorul lui Dumnezeu sau zugrăvit această sfântă biserică prin mâna lui Nichifor Bădău zugrav cu cheltuiale de bani 20, din tot satul Ociului, fiind ctitor Ciorogar Adam, Maria, Adamul, Ana, Dan Crâsnicul, Bălan Mihaiu, Petrișor Mihai, gornicul (...) Solomon: Anul 1821. Și s-au gătat în luna lui octombrie fiind (...) Ion Maier, Toderaș Adam a Adamului, Giur Crișan, Con Ghiorghie lui Ispas, Ile Ursu din Prăvăleni și s-au pus șindrile pre biserică șapte mii”. Programul picturii este bogat. În pronaos, sunt zugrăvite chipuri de mucenițe, inclusiv peretele despărțitor, pe cel nordic fiind reprezentată și Duminica Floriilor. Suprafața bolții naosului este împărțită în trei registre, pe cel superior fiind zugrăviți: Maria Orantă, Sfântul Duh. Programul iconografic al altarului îl alcătuiesc temele: Sfânta Troiță; cete îngerești; Maria cu Pruncul, redată în întregime, zdrobind un balaur, ajutată de Is. Hs.; Jertfa lui Avram; arhierei și arhidiaconi; „Când s-au pogorât Is. Hs. în pustie 40 de zile”; proorocul Ilie. Pictura tâmplei (pe peretele despărțitor) este dispusă pe două frize: Răstignirea și medalioane cu prooroci, în decor cu viță de struguri; apostolii cu Deisis.

Picturile murale din Biserica de lemn din Ociu
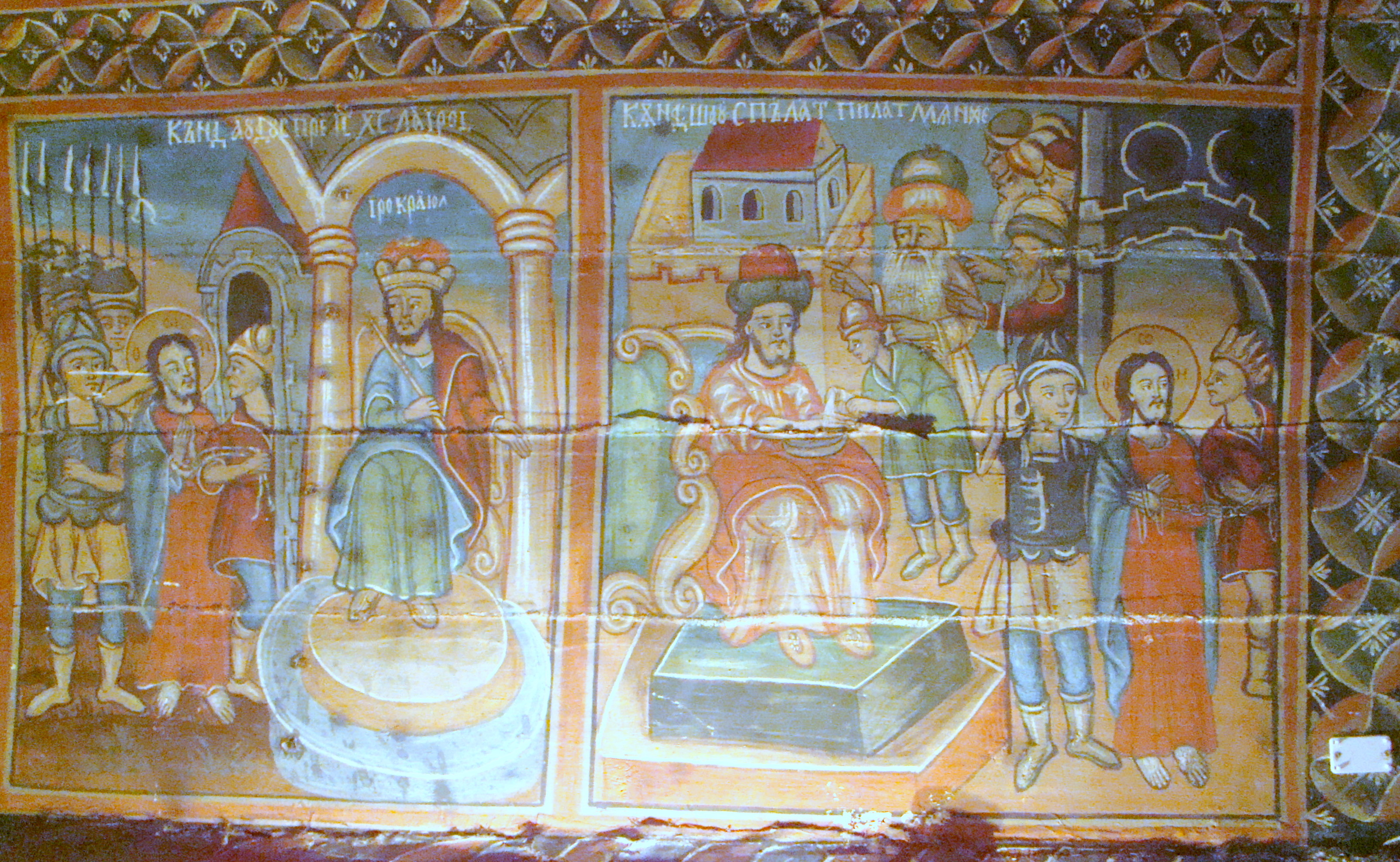
Când l-au dus pe Isus Hristos la Irod; Când şi-a spălat Pilat mâinile
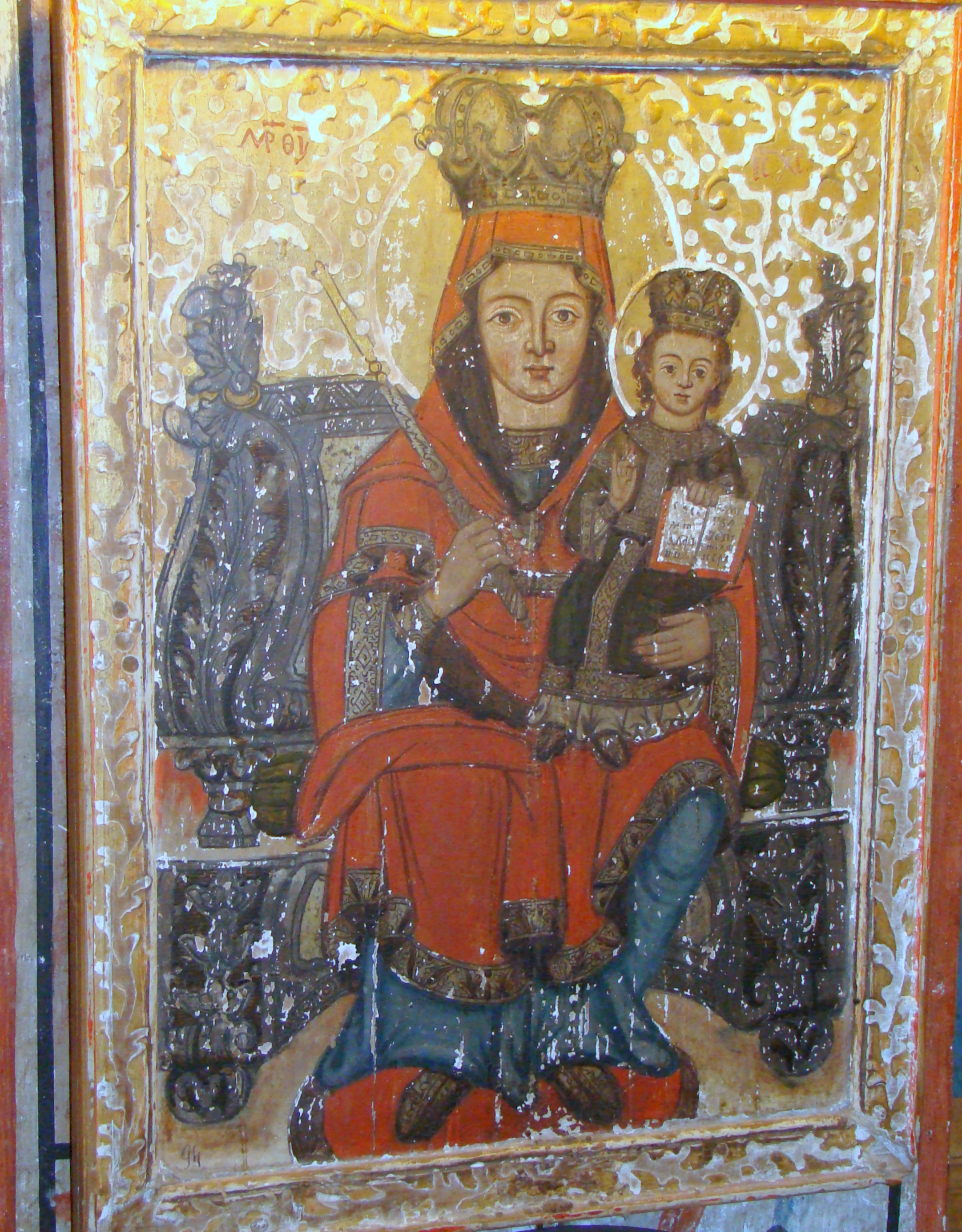
Maica Domnului cu Pruncul
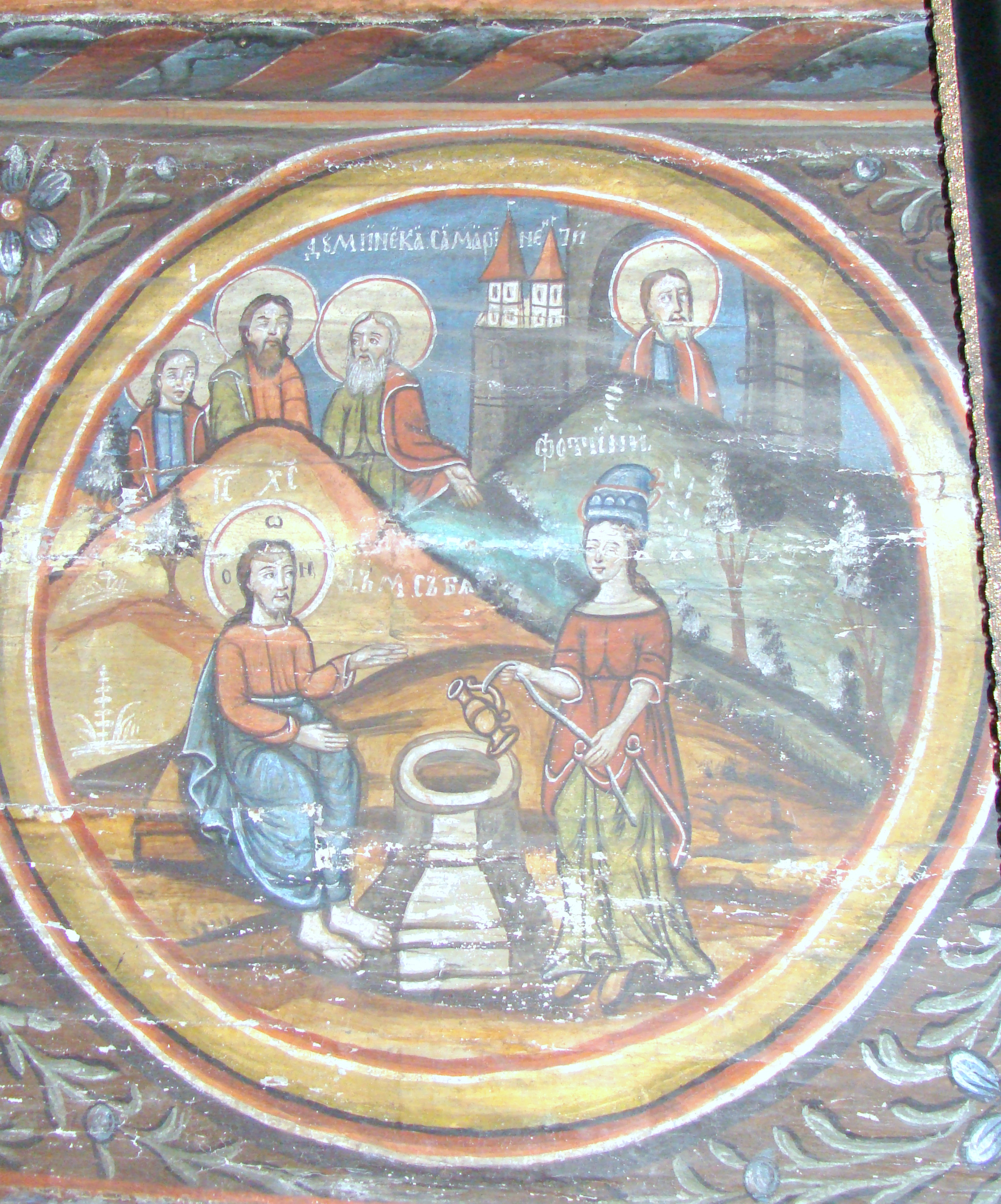
Dumineca Samarinencii
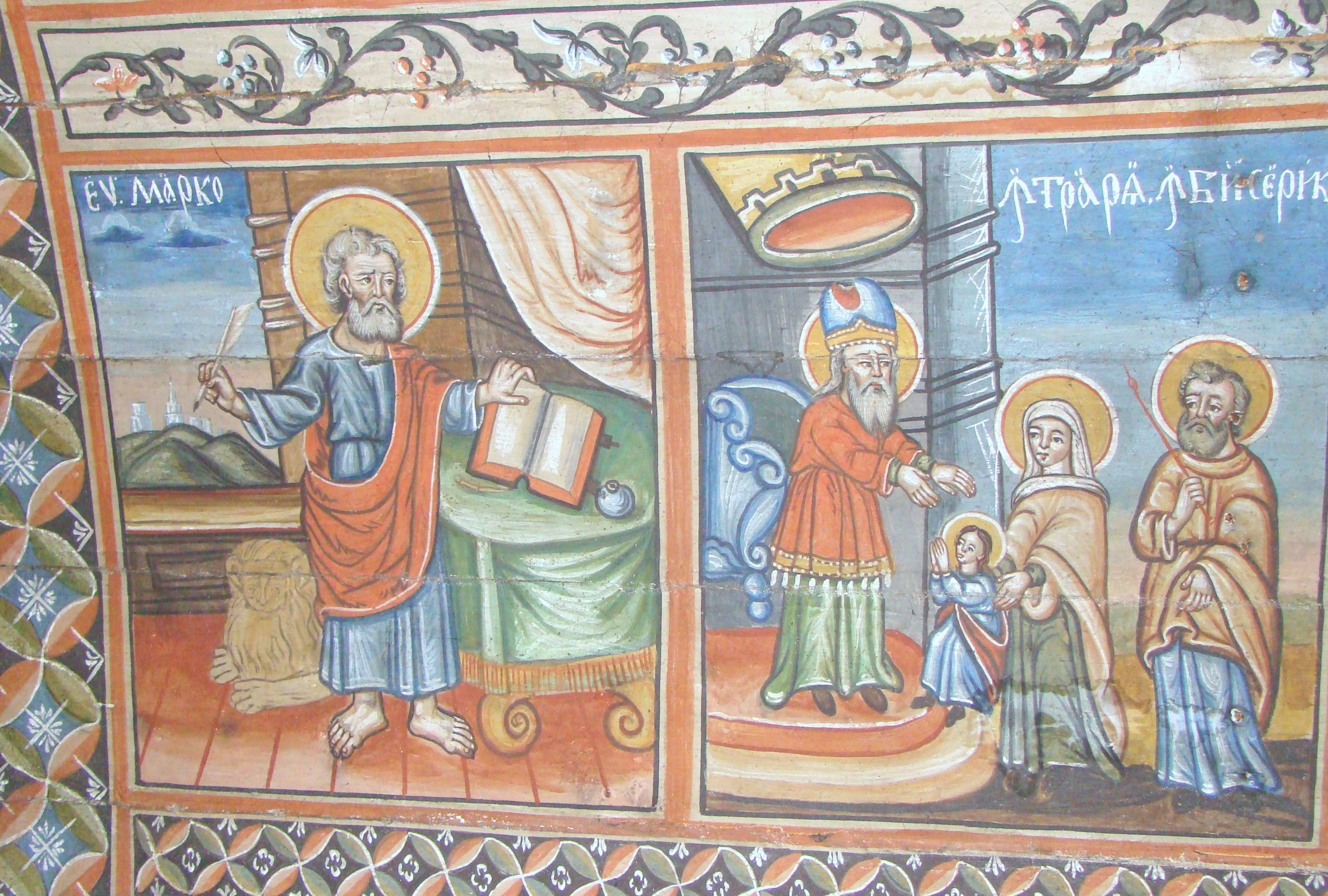
Evanghelistul Marcu; Intrarea în Biserică

Biserica din Șteia, județul Hunedoara, a fost pictată tot de zugravul Nicolae Bădău din Lupșa Mare, între anii 1823-1824, conform pisaniei de pe ancadramentul intrării în naos: ,„Această sfântă biserică s-au zugrăvit cu cheltuiala a tot satul Șteii, prin mine, Nicolae de la Lupșa Mare, fiind preot Pavel Popovici și crâsnic Dănilă și chitor Adămuț, jurat ... Farca Iosif și Marcu Șomarin și Dănilă diac și Meltiș și ... 1824”. Bogatul decor iconografic a fost restaurat stângace în anul 1989 de pictorii Radu și Alexandrina Jitaru. Biserica fusese strămutată în Șteia în anul 1810, din localitatea Roșia Nouă, județul Arad, unde avusese hramul „Buna Vestire”.

Picturile murale din Biserica de lemn din Șteia
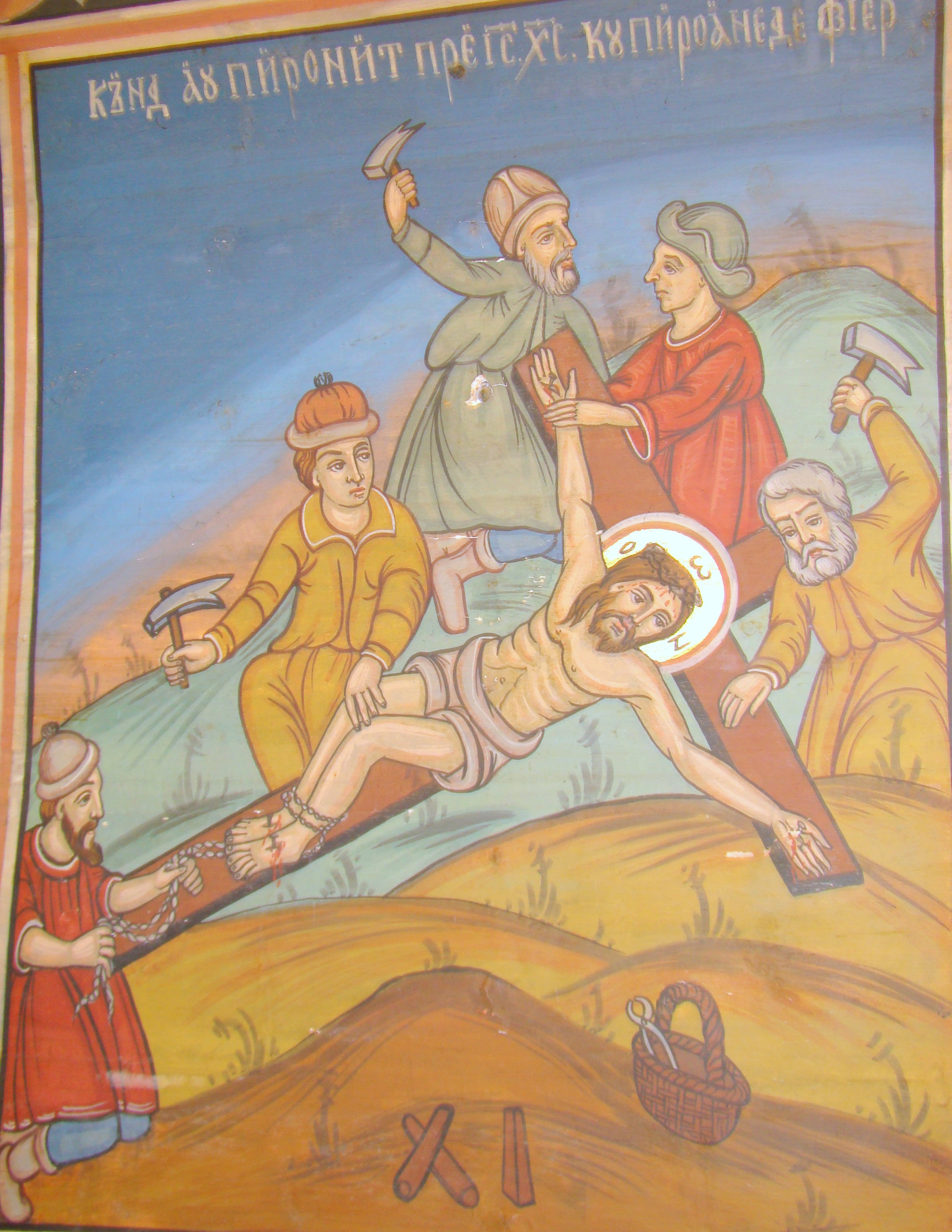
„Când l-au răstănit pe Isus cu piroane de fier”
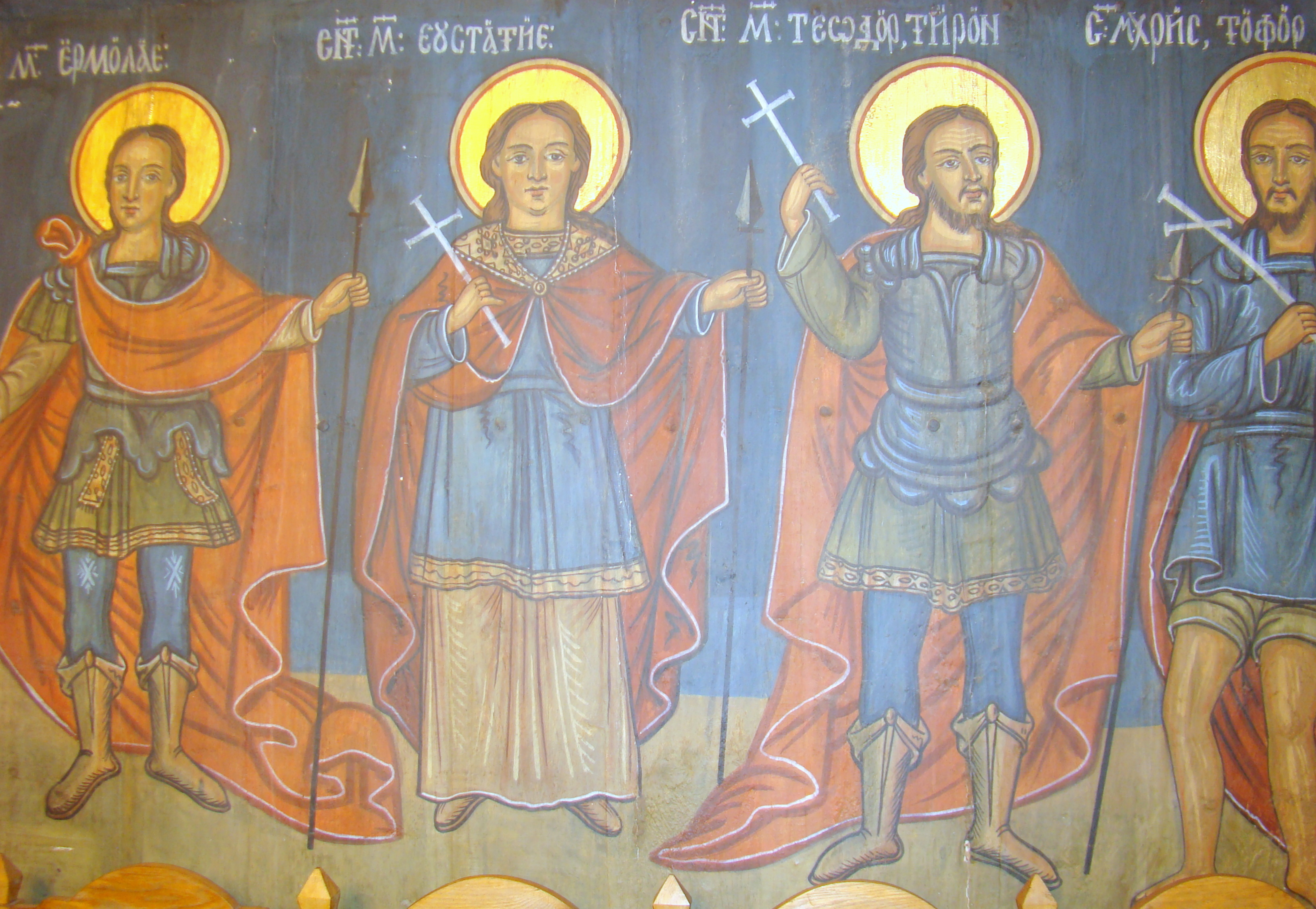
Sfinţii mucenici
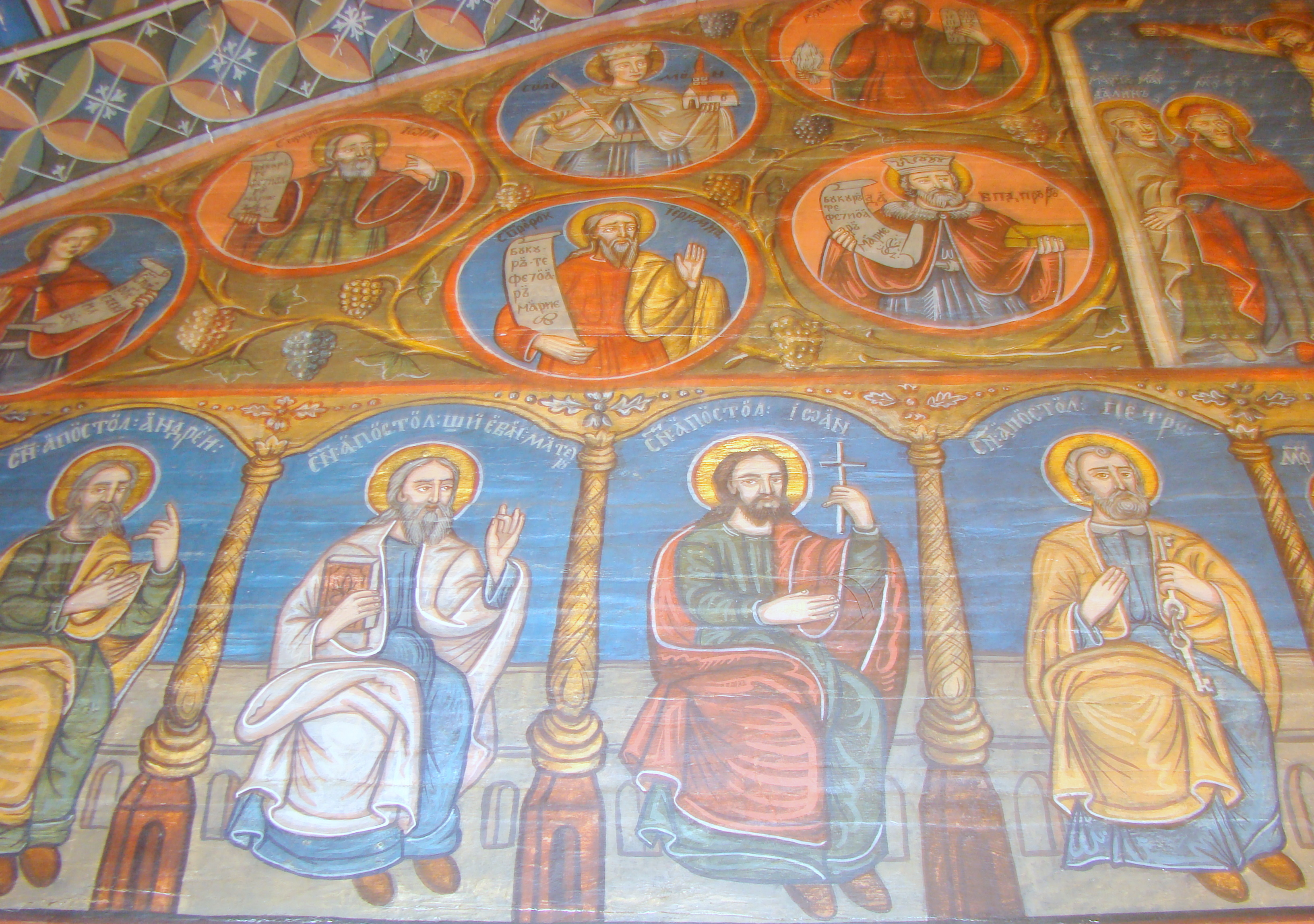
Partea stângă a iconostasului
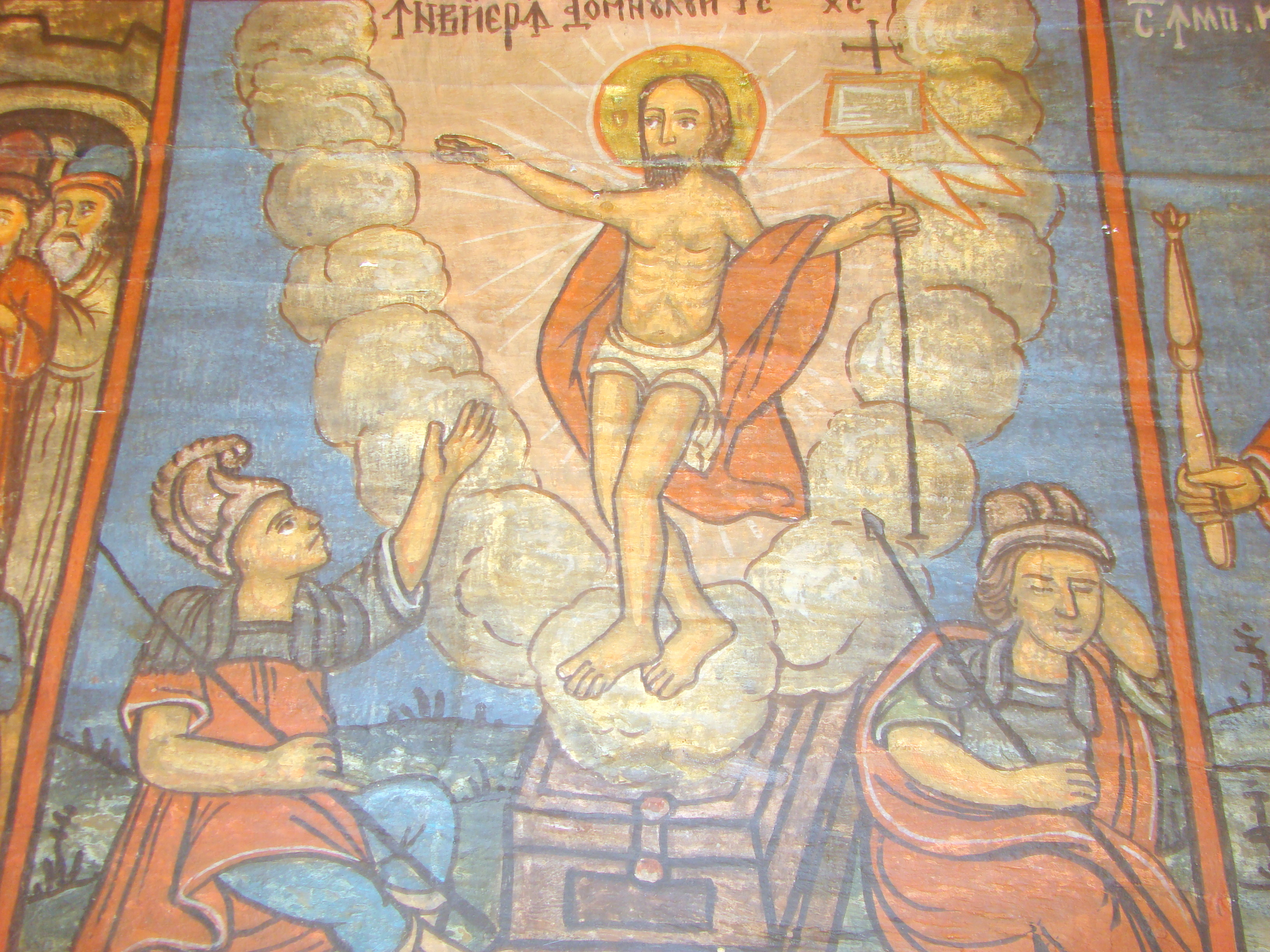
Învierea Domnului
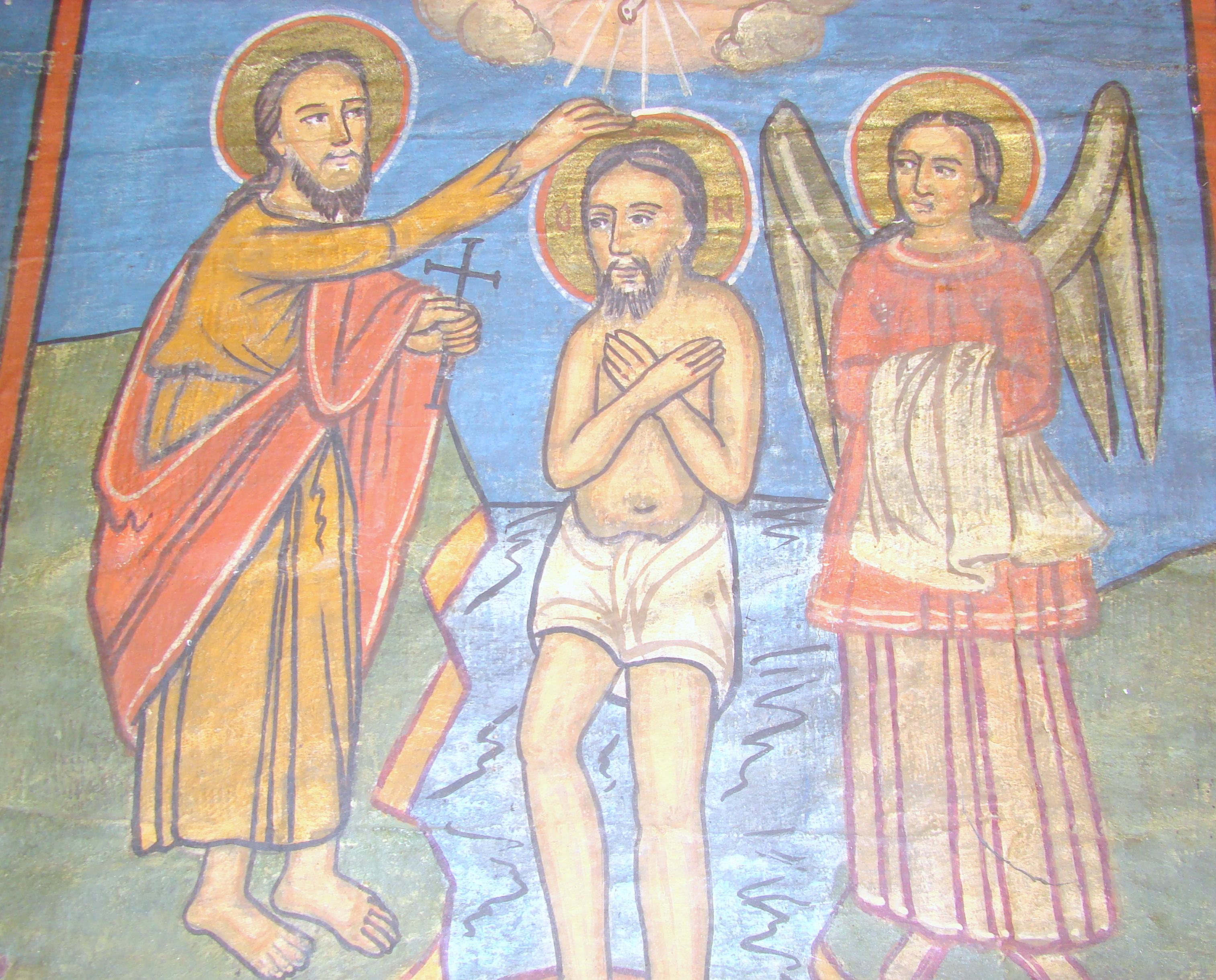
Botezul Domnului
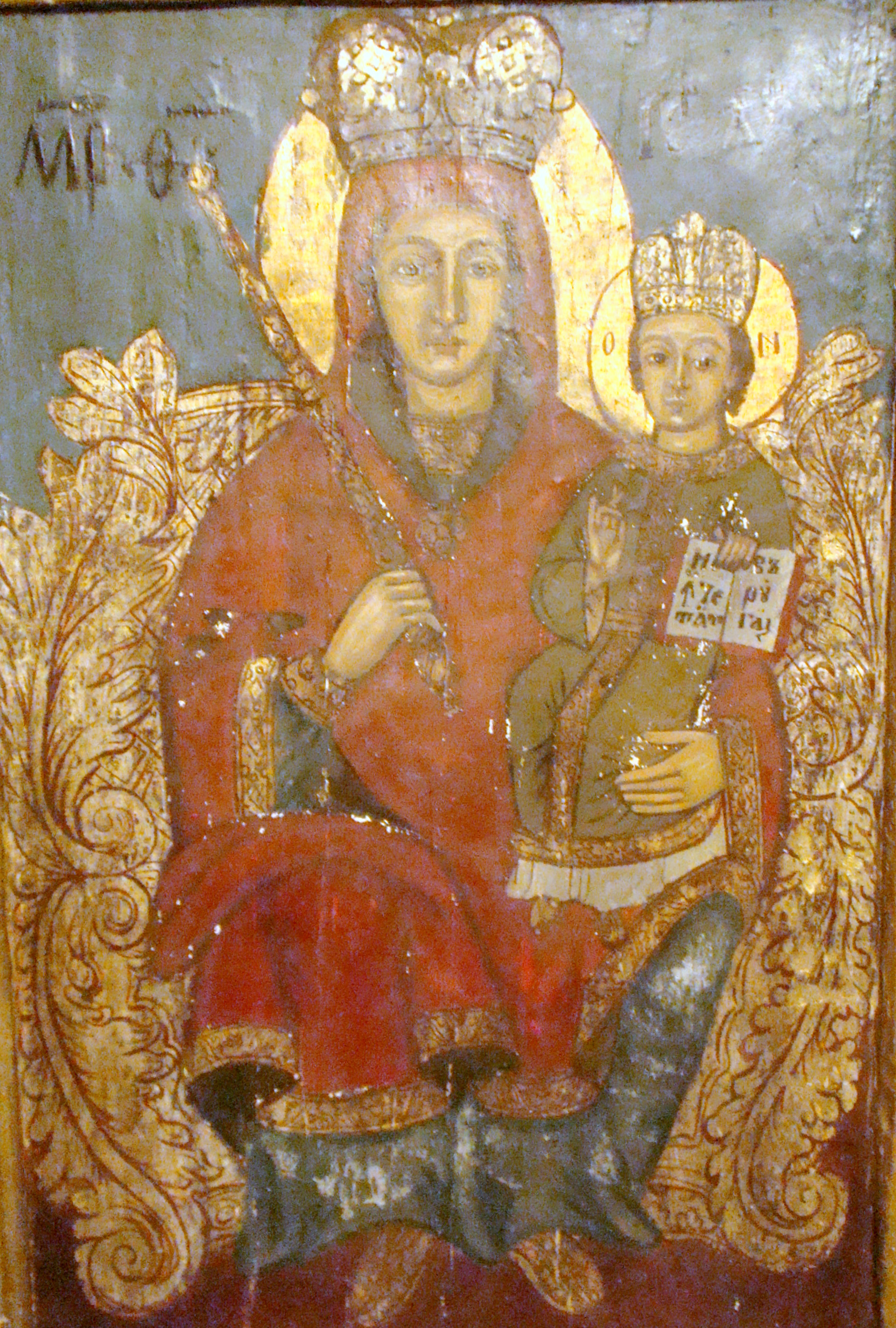
Maica Domnului „Regina Cerului”
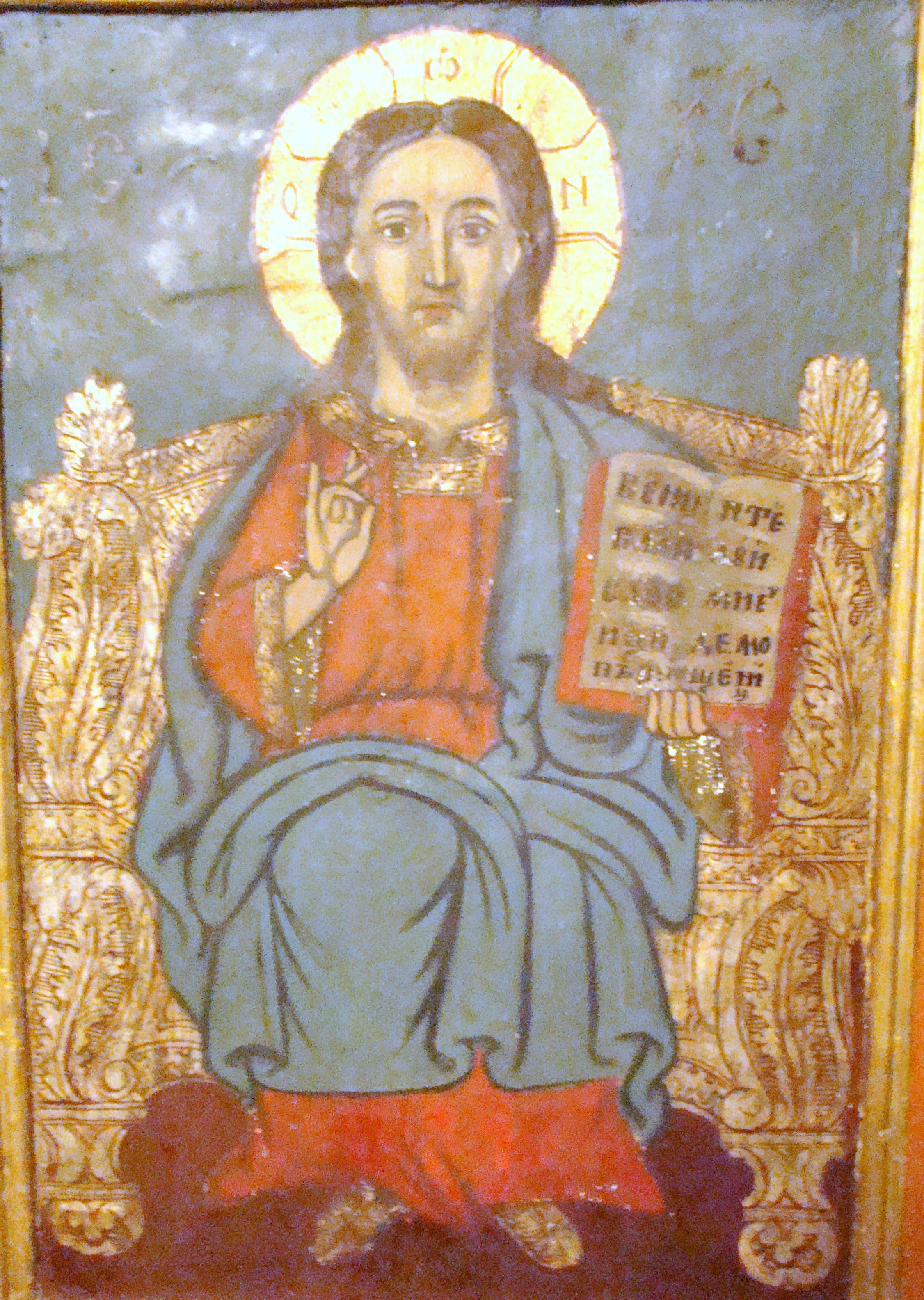
Iisus Hristos Învăţător